# Liste fossil-thermischer Kraftwerke in Deutschland
Die Liste bietet einen Überblick über thermische Kraftwerke mit fossilen Brennstoffen in Deutschland. Die Liste erhebt keinen Anspruch auf Vollständigkeit, enthält aber alle Kraftwerke aus der Kraftwerksliste der Bundesnetzagentur (Stand November 2019) sowie die noch im Betrieb befindlichen Kohlekraftwerke aus der Liste des Umweltbundesamtes.

## Liste
Kraftwerke mit dem Hinweis Kaltreserve wurden vom Betreiber außer Betrieb genommen und konserviert („vorläufig stillgelegt“), sodass sie bei veränderten Marktbedingungen wieder in Betrieb genommen werden können. Analoges gilt für Braunkohlekraftwerke mit dem Hinweis Sicherheitsbereitschaft, die innerhalb von 10 Tagen nach Bedarfsmeldung wieder anfahren müssen. Für die gelblich hervorgehobenen Kraftwerke wurde eine beantragte Stilllegung wegen Systemrelevanz untersagt, da sie als Netzreserve oder als Kapazitätsreserve dienen oder anderweitig an der Stilllegung gehindert werden.
Die rötlich hervorgehobenen zählen zu den zehn Kraftwerken mit dem höchsten CO2-Ausstoß im Jahr 2021 in der Europäischen Union.
Die Liste enthält auch Fernwärmespeicher-Kapazitäten, da dies eine Aussage darüber macht, wie flexibel eine Kraft-Wärme-Kopplungsanlage angesichts fluktuierender Stromerzeugung aus erneuerbarer Energien betrieben werden kann.
| KW-Name                                                           | Bruttoleistung in MWel                                          | Wärmeauskopplung in MWth | Energieträger | Standort                                 | Bundesland             | Inbetriebnahme/ Ertüchtigung | (geplante) Stilllegung | Bemerkungen | Betreiber | Koordinaten                       |
| ----------------------------------------------------------------- | --------------------------------------------------------------- | --- | --- | ---------------------------------------- | ---------------------- | --- | --- | --- | --- | --------------------------------- |
| Gasturbinenkraftwerk Ahrensfelde                                  | 152                                                             | 0 | Erdgas | Ahrensfelde                              | Brandenburg            | GT A: 1990 GT B: 1990 GT C: 1990 GT D: 1990 | GT A: 2020 (Kapazitätsreserve) GT B: 2020 (Kapazitätsreserve) GT C: 2020 (Kapazitätsreserve) GT D: 2020 (Kapazitätsreserve) | GT A: 38 MW (Netto) GT B: 38 MW (Netto) GT C: 38 MW (Netto) GT D: 38 MW (Netto) | LEAG | 52° 35′ 22,6″ N, 013° 33′ 31,0″ O |
| Heizkraftwerk Altbach/Deizisau                                    | 1350 (davon 855 Steinkohle, 305 Erdgas und 190 Erdgas/Heizöl)   | 280 | Steinkohle: HKW 1, HKW 2 Heizöl: GT A, GT B, GT C, Block 4 Erdgas: GT A, GT B, GT C, GT E, Block 4                        | Altbach Deizisau                         | Baden-Württemberg      | Block 1: 1950 Block 2: 1982 Block 3: 1960 Block 4: 1972 mit GT A: 1972 HKW 1: 1985/2006 HKW 2: 1997/2012 mit GT E: 1997 GT B: 1974 GT C: 1976                                                            | Block 1: 1982 Block 2: 1993 Block 3: 1993 Block 4: 2000? (Kaltreserve?) mit GT A: 2015 (Netzreserve) HKW 1: 2017 (Netzreserve) GT E: 2015 (Netzreserve) GT B: 2015 (Netzreserve) GT C: 2015 (Netzreserve)                                                                                   | Block 1: ? MW (Netto) Block 2: ? MW (Netto) Block 3: ? MW (Netto) Block 4: ca. 175 MW (Netto) mit GT A: 50 MW (Netto) HKW 1: 433 MW (Netto) HKW 2: 336 MW (Netto) mit GT E: 65 MW (Netto) GT B: 57 MW (Netto) GT C: 81 MW (Netto) | EnBW Energie Baden-Württemberg AG                                                                                | 48° 43′ 01,4″ N, 009° 22′ 02,9″ O |
| Industriekraftwerk Amsdorf (Grubenheizkraftwerk)                  | 55                                                              | 189 | Braunkohle | Amsdorf                                  | Sachsen-Anhalt         | 1979 | (2038 spätestens) | 45 MW (Netto) Eigenstrom- und Dampfversorgung der örtlichen Montanwachsfabrik und des angeschlossenen Tagebaus Amsdorf | ROMONTA GmbH |                                   |
| Industriekraftwerk Annweiler                                      | ca. 30                                                          | ? | Erdgas | Annweiler                                | Rheinland-Pfalz        | 1976 | | 28 MW (Netto) Eigenstrom- und Dampfversorgung der örtlichen Kartonfabrik | Kartonfabrik Buchmann                                                                                            |                                   |
| Industriekraftwerk Appeldorn                                      | ca. 12                                                          | ? | Erdgas Biogas | Kalkar                                   | Nordrhein-Westfalen    | 2002 | | 11 MW (Netto) Eigenstrom- und Dampfversorgung der örtlichen Zuckerfabrik | Pfeifer & Langen GmbH & Co. KG                                                                                   |                                   |
| Industriekraftwerk Aschaffenburg                                  | ca. 50                                                          | ? | Erdgas: HKW, GuD Heizöl: Notstromdiesel Biomasse: BHKW 1 und BHKW 2                                                       | Aschaffenburg                            | Bayern                 | HKW: ? Notstromdiesel: 1991 BHKW 1: 2005 BHKW 2: 2010 GuD: 2013 | HKW: 2012 | HKW: 27 MW (Netto) Notstromdiesel: 1 MW (Netto) BHKW 1: 1 MW (Netto) BHKW 2: 1 MW (Netto) GuD: 47 MW (Netto) Eigenstrom- und Dampfversorgung der örtlichen Papierfabrik | DS Smith Paper Deutschland GmbH                                                                                  |                                   |
| Kraftwerk des Abfallentsorgungszentrums Asdonkshof                | 27 (davon 22 Müll und 5 Heizöl)                                 | ? | Müll: MVA Heizöl: Notstromdiesel                                                                                          | Kamp-Lintfort                            | Nordrhein-Westfalen    | MVA: 1997 Notstromdiesel: 1997 | | MVA: 16 MW (Netto) Notstromdiesel: 5 MW (Netto) | Kreis Weseler Abfallgesellschaft mbH & Co. KG                                                                    |                                   |
| Kraftwerk Audorf                                                  | 87                                                              | 0 | Mineralölprodukte | Osterrönfeld                             | Schleswig-Holstein     | 1973 | | 87 MW (Netto) | Uniper Kraftwerke GmbH                                                                                           |                                   |
| Gasturbinen-Heizkraftwerk Augsburg-Ost                            | ca. 31                                                          | 41 (320 MWh Wärmespeicher) | Erdgas | Augsburg                                 | Bayern                 | 2004 | | 31 MW (Netto) | Stadtwerke Augsburg Energie GmbH                                                                                 |                                   |
| Heizkraftwerk Augsburg                                            | ca. 20                                                          | ? | Erdgas Heizöl | Augsburg                                 | Bayern                 | 1976 | | 20 MW (Netto) | Stadtwerke Augsburg Energie GmbH                                                                                 |                                   |
| Industriekraftwerk Augsburg                                       | ca. 30                                                          | ? | Erdgas | Augsburg                                 | Bayern                 | 1976 | 2015? (Kaltreserve) | 29 MW (Netto) Eigenstrom- und Dampfversorgung der örtlichen Papierfabrik | UPM GmbH Werk Augsburg                                                                                           |                                   |
| Industriekraftwerk Bad Kreuznach                                  | ca. 12                                                          | ? | Erdgas | Bad Kreuznach                            | Rheinland-Pfalz        | 2006 | | 11 MW (Netto) Eigenstrom- und Dampfversorgung der örtlichen Reifenfabrik | Michelin Reifenwerke AG & Co. KGaA                                                                               |                                   |
| Heizkraftwerk Bad Salzungen                                       | 21                                                              | 67 (davon 20 aus KWK; ca. 300 MWh Wärmespeicher)                                                                                | Erdgas | Bad Salzungen                            | Thüringen              | HKW: 1994 GM: 2018 | | HKW: 10 MW (Netto) GM: 10 MW (Netto) | TEAG Thüringer Energie AG                                                                                        |                                   |
| Kraftwärme-Kopplungsanlage Barby                                  | ca. 20                                                          | ? | Erdgas | Barby                                    | Sachsen-Anhalt         | 1994 | | 18 MW (Netto) Eigenstrom- und Dampfversorgung der örtlichen Stärke- und Alkoholfabrik | Cargill Deutschland GmbH                                                                                         |                                   |
| Heizkraftwerk Barmen                                              | 145                                                             | 112 | Erdgas: Block 1 Heizöl: Block 2                                                                                           | Wuppertal-Barmen                         | Nordrhein-Westfalen    | Block 1: 2005 Block 2: 2008 | | Block 1: 82 MW (Netto) Block 2: 60 MW (Netto) | WSW Energie & Wasser AG                                                                                          | 51° 16′ 08,9″ N, 007° 12′ 01,7″ O |
| GuD Baunatal                                                      | ca. 80                                                          | 312 (davon 85 aus KWK) | Erdgas | Baunatal                                 | Hessen                 | GuD: 2011 HKW Kassel: 1961 | HKW Kassel: 2013 | GuD: 78 MW (Netto) HKW Kassel: 12 MW (Netto) Eigenstrom- und Dampfversorgung der örtlichen Automobilfabrik | Volkswagen AG |                                   |
| Heizkraftwerk Bautzen                                             | 7                                                               | 33 (davon 8 aus KWK; 130 MWh Wärmespeicher)                                                                                     | Erdgas | Bautzen                                  | Sachsen                | 2017 | | 6 MW (Netto) | Energie- und Wasserwerke Bautzen GmbH                                                                            |                                   |
| Kraftwerk Bergkamen                                               | 780                                                             | 20 | Steinkohle | Bergkamen                                | Nordrhein-Westfalen    | Block A: 1981 | Block A: Vermarktungsverbot ab 31. Oktober 2022 gemäß KVBG | Block A: 717 MW (Netto) | Steag GmbH | 51° 38′ 12,2″ N, 007° 37′ 14,0″ O |
| Heizkraftwerk Berlin-Adlershof                                    | 13                                                              | 96 | Erdgas | Berlin-Adlershof                         | Berlin                 | 1966/92/2015 | | 13 MW (Netto) | Blockheizkraftwerks-Träger und Betriebsgesellschaft mbH Berlin                                                   |                                   |
| Heizkraftwerk Berlin-Buch                                         | 13                                                              | 137 | Heizöl Erdgas | Berlin-Buch                              | Berlin                 | Altanlage: 1974 Neuanlage: 2014 | Altanlage: 2014 | 13 MW (Netto) | Vattenfall Europe Wärme AG                                                                                       | 52° 38′ 06,0″ N, 013° 30′ 37,2″ O |
| Heizkraftwerk Berlin-Charlottenburg                               | 144                                                             | 295 | Heizöl Erdgas | Berlin-Charlottenburg                    | Berlin                 | GT 4: 1976/2000; GT 5: 1976/2000 GT 6: 1976/2000 | GT 6: 2018 | GT 4: 72 MW (Netto) GT 5: 72 MW (Netto) GT 6: 67 MW (Netto) | Vattenfall Europe Wärme AG                                                                                       | 52° 31′ 19,8″ N, 013° 18′ 31,2″ O |
| Blockheizkraftwerk Mercedes-Benz Werk Berlin                      | 1,9                                                             | 2 | Erdgas | Berlin-Marienfelde                       | Berlin                 | 2017 | | 2 MW (Netto) Eigenstrom- und Dampfversorgung des örtlichen Daimler-Werkes | Daimler AG Mercedes-Benz Werk Berlin                                                                             |                                   |
| Heizkraftwerk Berlin-Klingenberg                                  | 188                                                             | 1010 (davon 760 aus KWK) | Erdgas | Berlin-Rummelsburg                       | Berlin                 | 1982 2017 Umrüstung von Braunkohle auf Erdgas | (2025: Umrüstung von Erdgas auf Power to Heat geplant) | 164 MW (Netto) | Vattenfall Europe Wärme AG                                                                                       | 52° 29′ 24,1″ N, 013° 29′ 45,4″ O |
| Blockheizkraftwerk Berlin-Köpenick                                | 10                                                              | 50 | Heizöl Erdgas | Berlin-Köpenick                          | Berlin                 | 1994 | | | Vattenfall Europe Wärme AG                                                                                       | 52° 26′ 07,0″ N, 013° 34′ 54,0″ O |
| Heizkraftwerk Berlin-Lichterfelde                                 | ca. 480                                                         | 613 | Erdgas | Berlin-Lichterfelde                      | Berlin                 | Block 1: 1972/98 Block 2: 1973/98 Block 3: 1974/98 GuD A: 2019 | (Block 1: 2019/20) Block 2: 2016 Block 3: 2018 | Block 1: 144 MW (Netto) Block 2: 144 MW (Netto) Block 3: 144 MW (Netto) GuD A: 300 MW (Netto) | Vattenfall Europe Wärme AG                                                                                       | 52° 25′ 32,3″ N, 013° 18′ 37,0″ O |
| Heizkraftwerk Berlin-Marzahn                                      | 268                                                             | 232 | Erdgas | Berlin-Marzahn                           | Berlin                 | GuD: 2020 | | GuD: 254 MW (Netto) | Vattenfall Europe Wärme AG                                                                                       | 52° 31′ 24,3″ N, 013° 31′ 20,0″ O |
| Heizkraftwerk Berlin-Mitte                                        | 468                                                             | 1210 (davon 680 aus KWK) | Erdgas | Berlin-Mitte                             | Berlin                 | 1997 | | 444 MW (Netto) GuD-Kraftwerk mit zwei GT und einer DT | Vattenfall Europe Wärme AG                                                                                       | 52° 30′ 41,7″ N, 013° 25′ 15,6″ O |
| Heizkraftwerk Berlin-Moabit                                       | 140 (davon 100 Steinkohle und 40 Mineralölprodukte)             | 240 (davon 136 aus KWK) | Steinkohle: Block A Biomasse: Block A Mineralölprodukte: GT 7                                                             | Berlin-Moabit                            | Berlin                 | Block A: 1969/1990 GT 7: 1971 | (Block A: voraussichtlich 2030 Steinkohle-Verfeuerung) | Block A: 89 MW (Netto) GT 7: 34 MW (Netto) (bis 2018 51 MW (Netto)) | Vattenfall Europe Wärme AG                                                                                       | 52° 32′ 15,0″ N, 013° 20′ 45,0″ O |
| Fernheizwerk Berlin-Neukölln                                      | 10                                                              | ca. 60 (incl. 10 PtH; ca. 300 MWh Wärmespeicher)                                                                                | Erdgas/Heizöl/Holz | Berlin-Neukölln                          | Berlin                 | 2001/11/13/14 | | ca. 10 MW (Netto) verteilt auf mehrere BHKWs | Fernheizwerk Neukölln AG (Hauptaktionär: Vattenfall Europe Wärme AG)                                             |                                   |
| Holzheizkraftwerk Berlin-Neukölln                                 | 20                                                              | 66 | Erdgas/Altholz | Berlin-Rudow                             | Berlin                 | 2006 | | | E.ON Energy Solutions GmbH                                                                                       | 52° 25′ 31,0″ N, 013° 30′ 56,0″ O |
| Heizkraftwerk Berlin-Schöneweide                                  | 10                                                              | 36 | Steinkohle | Berlin-Schöneweide                       | Berlin                 | Altanlage: 1963 Neuanlage: 1992/2005 | | 10 MW (Netto) Umstellung auf regenerative Brennstoffe geplant | Blockheizkraftwerks-Träger und Betriebsgesellschaft mbH Berlin                                                   |                                   |
| Kraftwerk Reuter West                                             | 600                                                             | 758 (davon 726 aus KWK; zuzüglich 120 (PtH und Erdgas) vom benachbarten ehem. Kraftwerk Reuter; 2500 MWh Wärmespeicher geplant) | Steinkohle | Berlin-Siemensstadt                      | Berlin                 | Block D: 1987 Block E: 1988 | (Block D: voraussichtlich 2030) (Block E: voraussichtlich 2030) | Block D: 282 MW (Netto) Block E: 282 MW (Netto) | Vattenfall Europe Wärme AG                                                                                       | 52° 32′ 04,4″ N, 013° 14′ 40,3″ O |
| Heizwerk Scharnhorststraße                                        | 12                                                              | 200 | Erdgas | Berlin-Mitte                             | Berlin                 | 2018 | | 12 MW (Netto) | Vattenfall Wärme Berlin                                                                                          | 52° 31′ 57,0″ N, 013° 22′ 25,0″ O |
| Energieversorgung Berlin-Wedding                                  | ca. 16                                                          | ? | Erdgas | Berlin-Wedding                           | Berlin                 | 1973 | | 15 MW (Netto) | Bayer AG |                                   |
| Heizkraftwerk Berlin-Wilmersdorf                                  | 184                                                             | 285 | Heizöl | Berlin-Wilmersdorf                       | Berlin                 | GT 1: 1977 GT 2: 1977 GT 3: 1977 | GT 3: 2019 | GT 1: 92 MW (Netto) GT 2: 92 MW (Netto) GT 3: 92 MW (Netto) | Vattenfall Europe Wärme AG                                                                                       | 52° 28′ 53,9″ N, 013° 18′ 28,3″ O |
| Kraftwerk Bernburg                                                | 155                                                             | 232 | Erdgas | Bernburg                                 | Sachsen-Anhalt         | 1994 | | 141 MW (Netto) Eigenstrom- und Dampfversorgung des örtlichen Chemieparks Kraftwerk wird 2020 modernisiert | Solvay Chemicals GmbH                                                                                            |                                   |
| Industriekraftwerk Ville/Berrenrath                               | 107                                                             | 40 | Braunkohle Biomasse Klärschlamm                                                                                           | Hürth-Knapsack / Berrenrath              | Nordrhein-Westfalen    | 1917/91/93 | (2038 spätestens) | 98 MW (Netto) Eingestrom- und Dampfversorgung des Kohleveredlungsbetriebes Ville/Berrenrath | RWE Power AG | 50° 51′ 55,2″ N, 006° 49′ 26,8″ O |
| Kraftwerk Bexbach                                                 | 780                                                             | 0 | Steinkohle | Bexbach                                  | Saarland               | 1983 | 2017 (Netzreserve) | 726 MW (Netto) | Steag GmbH | 49° 21′ 48,5″ N, 007° 14′ 13,4″ O |
| GuD-Kraftwerk Bielefeld-Hillegossen                               | ca. 40                                                          | ? | Erdgas | Bielefeld                                | Nordrhein-Westfalen    | 2005 | | 38 MW (Netto) Eigenstrom- und Dampfversorgung der örtlichen Papierfabrik | Stadtwerke Bielefeld GmbH                                                                                        |                                   |
| Heizkraftwerk Bielefeld-Schildescher Straße                       | ca. 70                                                          | ? | Erdgas Heizöl | Bielefeld                                | Nordrhein-Westfalen    | Teil 1: 1966 Teil 2: 1977 | | Teil 1: 41 MW (Netto) Teil 2: 23 MW (Netto) | Stadtwerke Bielefeld GmbH                                                                                        |                                   |
| Kraftwerk Chemiepark Bitterfeld                                   | 108                                                             | 110 | Erdgas | Bitterfeld                               | Sachsen-Anhalt         | 1976/2000 | | 106 MW (Netto) Eigenstrom- und Dampfversorgung des örtlichen Chemieparks; Turbine wird 2020 modernisiert | envia THERM GmbH                                                                                                 |                                   |
| Heizkraftwerk Bohrhügel                                           | ca. 15                                                          | ? | Erdgas Heizöl | Suhl                                     | Thüringen              | 1995 | | 14 MW (Netto) | Stadtwerke Suhl/Zella-Mehlis                                                                                     |                                   |
| Heizkraftwerk Bomlitz                                             | ca. 15                                                          | ? | Erdgas | Bomlitz                                  | Niedersachsen          | GuD: 1969 BHKW: 2019 | GuD: 2019 | GuD: 16 MW (Netto) BHKW: 13 MW (Netto) Eigenstrom- und Dampfversorgung des Industrieparks Walsrode | EnBW Energie Baden-Württemberg AG                                                                                |                                   |
| Heizkraftwerk Bonn-Karlstraße                                     | ca. 115 (davon ca. 15 Müll und ca. 100 Erdgas)                  | ? | Müll: Müllblock Erdgas: Erdgasblock                                                                                       | Bonn                                     | Nordrhein-Westfalen    | Müllblock: 1990 Erdgasblock: 2013 | | Müllblock: 12 MW (Netto) Erdgasblock: 95 MW (Netto) | Energie- und Wasserversorgung Bonn / Rhein-Sieg GmbH                                                             |                                   |
| Kraftwerk Boxberg                                                 | 2575                                                            | 125 | Braunkohle | Boxberg                                  | Sachsen                | Block N: 1979/1993 Block P: 1980/1994 Block Q: 2000 Block R: 2012 | (Block N: 31. Dezember 2029 spätestens) (Block P: 31. Dezember 2029 spätestens) (Block Q: 31. Dezember 2038 spätestens) (Block R: 31. Dezember 2038 spätestens) | Block N: 465 MW (Netto) Block P: 465 MW (Netto) Block Q: 857 MW (Netto) Block R: 640 MW (Netto) Platz 5 – mit ~15,5 Mio. Jahrestonnen CO2 – auf der Liste der Kraftwerke mit dem höchsten CO2-Ausstoß in der EU. | LEAG | 51° 24′ 54,0″ N, 014° 33′ 41,8″ O |
| Heizkraftwerk Brandenburg an der Havel                            | ca. 40                                                          | 130 (davon 50 aus KWK; 64 MWh Wärmespeicher)                                                                                    | Erdgas | Brandenburg an der Havel                 | Brandenburg            | 1997 | | 37 MW (Netto) | Stadtwerke Brandenburg an der Havel GmbH & Co. KG                                                                |                                   |
| Blockheizkraftwerk „Braunschweig“                                 | ca. 11                                                          | ? | Erdgas | Wolfsburg                                | Niedersachsen          | 2014 | | 10 MW (Netto) | Volkswagen Kraftwerk GmbH                                                                                        |                                   |
| Heizkraftwerk Braunschweig-Mitte                                  | 183 (davon 78 Steinkohle und 105 Erdgas)                        | 386 (500 MWh Wärmespeicher) | Steinkohle: Block 1 Schweröl: Block 1, Block 12 Heizöl: GuD Erdgas: Block 1, Block 12, GuD                                | Braunschweig                             | Niedersachsen          | Block 12: 1971 Block 1: 1984 GuD: 2010 | (Block 1: 2022 voraussichtlich) | Block 12: 20 MW (Netto) Block 1: 43 MW (Netto) GuD: 74 MW (Netto) (Block 1 soll durch ein Gasturbinen-HKW mit ca. 20 MWel und ca. 60 MWth sowie durch ein Biomasse-HKW mit ca. 20 MWel und ca. 70 MWth ersetzt werden.) | Braunschweiger Versorgungs-AG & Co. KG                                                                           | 52° 16′ 43,6″ N, 010° 30′ 54,0″ O |
| Heizkraftwerk Braunschweig-Nord                                   | 27                                                              | 80 | Erdgas | Braunschweig                             | Niedersachsen          | GT: 1965 | | GT: 25 MW (Netto) | Braunschweiger Versorgungs-AG & Co. KG                                                                           |                                   |
| KWK-Anlage Bremen                                                 | ca. 16                                                          | ? | Erdgas | Bremen Industriehäfen                    | Bremen                 | 1993/2002 | | 15 MW (Netto) Eigenstrom- und Dampfversorgung für Kaffeeverarbeitung | CR3-Kaffeeveredelung M. Hermsen GmbH                                                                             |                                   |
| Kraftwerk Bremen-Hafen                                            | 337                                                             | 39 | Steinkohle | Bremen Industriehäfen                    | Bremen                 | Block 1: 1957 Block 2: 1957 Block 3: 1962 Block 4: 1964 Block 5: 1968 Block 6: 1979/2013 | Block 1: vor 2011 Block 2: vor 2011 Block 3: vor 2011 Block 4: vor 2011 Block 5: 2016 Block 6: Vermarktungsverbot ab 01.01.2021 gemäß KVBG | Block 1: ? Block 2: ? Block 3: ? Block 4: ? Block 5: 127 MW (Netto) Block 6: 303 MW (Netto) Nutzt auch Dampf vom benachbarten Mittelkalorik-Kraftwerk Bremen | swb Erzeugung AG & Co. KG                                                                                        | 53° 07′ 29,5″ N, 008° 43′ 43,1″ O |
| Kraftwerk Bremen-Hastedt                                          | 130                                                             | 170 (230 MWh Wärmespeicher) | Erdgas: Block 14 Steinkohle: Block 15                                                                                     | Bremen-Hastedt                           | Bremen                 | Block 14: 1972 Block 15: 1989 | Block 14: 2016 (Kaltreserve) Block 15 wurde Ende April 2024 vom Netz genommen. | Block 14: 155 MW (Netto) Block 15: 119 MW (Netto) | swb Erzeugung AG & Co. KG                                                                                        | 53° 03′ 35,2″ N, 008° 52′ 23,4″ O |
| Kraftwerk Bremen-Mittelsbüren                                     | 248                                                             | 0 | Schweröl: Blöcke 1, 2, 4 bis 2002 Heizöl: GT 3 Erdgas: Blöcke 3, 4 Gichtgas, Konvertergas: Blöcke 1, 2, 3 sowie 4 ab 2002 | Bremen-Werderland                        | Bremen                 | Block 1: 1964 Block 2: 1965 Block 3: 1975 GT 3: 1975 Block 4: 1975/2002 | Block 1: 2002 Block 2: 2004 Block 3: 2013 | Block 1: ca. 50 MW (Netto) Block 2: ca. 50 MW (Netto) Block 3: 110 MW (Netto) GT 3: 86 MW (Netto) Block 4: 150 MW (Netto) | swb Erzeugung AG & Co. KG                                                                                        | 53° 07′ 44,3″ N, 008° 41′ 00,2″ O |
| Gemeinschaftskraftwerk Bremen (GKB)                               | 460                                                             | 0 | Erdgas | Bremen-Werderland                        | Bremen                 | GuD: 2016 | | GuD: 445 MW (Netto) (davon 165 MW Bahnstrom) | swb Erzeugung AG & Co. KG                                                                                        | 53° 07′ 45,8″ N, 008° 40′ 55,1″ O |
| Industriekraftwerk Bremerhaven                                    | ca. 20                                                          | ? | Erdgas | Bremerhaven                              | Bremen                 | 2014 | | 17 MW (Netto) Eigenstrom- und Dampfversorgung für Titandioxid-Produktion | Kronos Titan GmbH                                                                                                |                                   |
| Industriekraftwerk Breuberg                                       | 12                                                              | 20 | Erdgas | Breuberg                                 | Hessen                 | 1999 | | 11 MW (Netto) Eigenstrom- und Dampfversorgung des örtlichen Pirelli-Werkes | Industriekraftwerk Breuberg GmbH                                                                                 |                                   |
| Egger Kraftwerk Brilon                                            | ca. 35 (davon ca. 20 Biomasse und ca. 15 Erdgas)                | ? | Biomasse: Biomasse-KWK Erdgas: GT-KWK                                                                                     | Brilon                                   | Nordrhein-Westfalen    | Biomasse-KWK: 1991 GT-KWK: 1996 | | Biomasse-KWK: 18 MW (Netto) GT-KWK: 14 MW (Netto) Eigenstrom- und Dampfversorgung der örtlichen Holzverarbeitungsfabrik | Egger Holzwerkstoffe Brilon GmbH & Co. KG                                                                        |                                   |
| Kraftwerk Burghausen                                              | 178                                                             | 350 | Erdgas, Heizöl | Burghausen                               | Bayern                 | GT: 2001 DT: 1979 | | GT: 120 MW (Netto) DT: 50 MW (Netto) Eigenstrom- und Dampfversorgung des örtlichen Chemieparks | Wacker Chemie AG                                                                                                 | 48° 11′ 14,7″ N, 012° 50′ 07,0″ O |
| Industriekraftwerk Marl                                           | ca. 550 (davon ca. 136 Steinkohle und ca. 414 Erdgas)           | 1213 | Steinkohle: KW I, KW II Erdgas: KW III, KW IV Rückstände der Chemieproduktion: KW I, KW II                                | Marl                                     | Nordrhein-Westfalen    | KW I Dampfwirt-schaft: 1939 KW I Block 4: 1971 KW I Block 5: 1983 KW II Block 3: 1966 KW III Block 311: 1973/2003/2005 KW III Block 312: 1974/2003/2005 Kraftwerk IV: 2016 (Block?: 2022) (Block?: 2022) | (KW I: Vermarktungsverbot ab 31. Oktober 2022 gemäß KVBG) KW II Block 3: 2017 | KW I Dampfwirtschaft: 169 MW (Netto) KW I Block 4: 56 MW (Netto) KW I Block 5: 68 MW (Netto) KW II Block 3: 60 MW (Netto) Kraftwerk III Block 311: 61 MW (Netto) Kraftwerk III Block 312: 78 MW (Netto) Kraftwerk IV (GuD): 61 MW (Netto) (GuD mit zwei Blöcken zu je 90 MWel geplant (Marl VI)) (GuD mit 90 MWel und 220 MW thermisch geplant (Marl VII), danach Abschaltung Gasreservekraftwerk) Eigenstrom- und Dampfversorgung des Chemieparks Marl | Evonik Degussa GmbH                                                                                              | 51° 41′ 34,0″ N, 007° 06′ 33,0″ O |
| Kraftwerk Clauen                                                  | ca. 20                                                          | ? | Erdgas, Biogas | Hohenhameln                              | Niedersachsen          | 2003 | | 16 MW (Netto) Eigenstrom- und Dampfversorgung der örtlichen Zuckerfabrik | Nordzucker AG, Werk Clauen                                                                                       |                                   |
| Heizkraftwerk Cottbus                                             | 82                                                              | 120 (davon 90 aus KWK; 300 MWh Wärmespeicher im Bau)                                                                            | Braunkohle | Cottbus                                  | Brandenburg            | 1999 | (2022) | 74 MW (Netto) weltweit erstes Braunkohlekraftwerk mit Druckwirbelschichtverbrennung (Umstellung auf Erdgas im Bau, dazu Erweiterung um ein Gasmotorenkraftwerk mit 50 MWel und 50 MWth) | HKW Heizkraftwerksgesellschaft Cottbus mbH                                                                       | 51° 45′ 39,3″ N, 014° 22′ 13,0″ O |
| GTKW Darmstadt                                                    | 95                                                              | 0 | Erdgas | Darmstadt                                | Hessen                 | 2013 | 2013 (Netzreserve) | 95 MW (Netto) zwei GT | Entega AG | 49° 53′ 08,5″ N, 008° 38′ 57,4″ O |
| Heizkraftwerk Darmstadt                                           | 11                                                              | ? | Erdgas | Darmstadt                                | Hessen                 | 1999 | | 10 MW (Netto) | Merck KGaA |                                   |
| Kraftwerk Datteln                                                 | 1100                                                            | 380 | Steinkohle | Datteln                                  | Nordrhein-Westfalen    | Block 1: 1964 Block 2: 1965 Block 3: 1969 Block 4: 30. Mai 2020 | Block 1: 2014 Block 2: 2014 Block 3: 2014 (Block 4: 2038 spätestens) | Block 1: 95 MW (Netto) Block 2: 95 MW (Netto) Block 3: 113 MW (Netto) Block 4: 1052 MW (Netto), davon 413 MW Bahnstrom | Uniper Kraftwerke GmbH                                                                                           | 51° 37′ 48,2″ N, 007° 19′ 52,7″ O |
| Kraftwerk Dessau                                                  | 51                                                              | ca. 200 (600 MWh Wärmespeicher)                                                                                                 | Erdgas | Dessau-Roßlau                            | Sachsen-Anhalt         | Braunkohleblock: 1996 Erdgasblock: 1996 GT: 2019 | Braunkohleblock: 2019 | Braunkohleblock: 12 MW (Netto) Erdgasblock: 37 MW (Netto) GT: ca. 12 MW (Netto) | Dessauer Versorgungs- und Verkehrsgesellschaft mbH – DVV – Stadtwerke                                            |                                   |
| Gichtgaskraftwerk Dillingen                                       | 90                                                              | ca. 25 (1000 MWh Wärmespeicher)                                                                                                 | Gichtgas | Dillingen                                | Saarland               | 2010 | | 85 MW (Netto) Eigenstrom- und Dampfversorgung für das örtliche Stahlwerk; Wärme-auskopplung zur Fernwärme-versorgung der Stadt | Aktien-Gesellschaft der Dillinger Hüttenwerke, ROGESA Roheisengesellschaft Saar mbH und Zentralkokerei Saar GmbH |                                   |
| Kraft-Wärme-Kopplungsanlage Dingolfing                            | ca. 20                                                          | ? | Erdgas | Dingolfing                               | Bayern                 | GT 1: 1997 GT 2: 1997 BA 1: 2017 | GT 1: 2017 GT 2: 2017 | GT 1: 7 MW (Netto) GT 2: 7 MW (Netto) BA 1: 16 MW (Netto) Eigenstrom- und Dampfversorgung der örtlichen PKW-Fabrik | BMW AG |                                   |
| Kraftwerk Dormagen                                                | 597                                                             | 480 | Erdgas, Heizöl | Dormagen                                 | Nordrhein-Westfalen    | GuD: 2000 | | GuD: 586 MW (Netto) Eigenstrom- und Dampfversorgung für den Chempark Dormagen | RWE Generation SE                                                                                                | 51° 04′ 00,0″ N, 006° 50′ 00,0″ O |
| Heizkraftwerk Dortmund                                            | 27                                                              | 170 | Erdgas | Dortmund                                 | Nordrhein-Westfalen    | 2004/14 | 2022 | 26 MW (Netto) | RWE Generation SE                                                                                                | 51° 34′ 12,4″ N, 007° 31′ 41,0″ O |
| Industriekraftwerk Dortmund                                       | ca. 17                                                          | ? | Restgase aus der Rußproduktion                                                                                            | Dortmund                                 | Nordrhein-Westfalen    | 1984/89 | | 16 MW (Netto) Eigenstrom- und Dampfversorgung der örtlichen Rußfabrik | Deutsche Gasrußwerke GmbH & Co. KG                                                                               |                                   |
| Industriekraftwerk Dotternhausen                                  | ca. 12                                                          | 0 | Ölschiefer | Dotternhausen                            | Baden-Württemberg      | 2007 | | 10 MW (Netto) Eigenstromversorgung für das örtliche Zementwerk, Verbrennungsrückstand wird als Ausgangsstoff für Zement verwendet | Holcim (Süddeutschland) GmbH                                                                                     |                                   |
| Heizkraftwerk Dresden Nord                                        | 12                                                              | 70 | Erdgas Heizöl | Dresden                                  | Sachsen                | 1918/93/95/2018 | | 10 MW (Netto) | Stadtwerke Dresden GmbH                                                                                          |                                   |
| Heizkraftwerk Dresden Nossener Brücke                             | 270                                                             | 480 | Erdgas Heizöl | Dresden                                  | Sachsen                | 1995 | | 260 MW (Netto) GuD-Kraftwerk | Stadtwerke Dresden GmbH                                                                                          | 51° 02′ 30,5″ N, 013° 42′ 29,6″ O |
| Heizkraftwerk Dresden-Reick                                       | 2                                                               | 266 (460 MWh Wärmespeicher) | Erdgas Heizöl | Dresden                                  | Sachsen                | 1976/92/96/2005 | | 2 MW (Netto) Bau eines Gasmotorenkraftwerkes mit 90 MWel und 80 MWth geplant | Stadtwerke Dresden GmbH                                                                                          |                                   |
| GuD-Anlage Drewsen                                                | 17                                                              | ? | Erdgas | Lachendorf                               | Niedersachsen          | 2000 | | 13 MW (Netto) Eigenstrom- und Dampfversorgung der örtlichen Papierfabrik | Drewsen Spezialpapiere GmbH & Co. KG                                                                             |                                   |
| Heizkraftwerk Duisburg-Hamborn                                    | 412                                                             | 150 | Kuppelgase aus der Stahlerzeugung                                                                                         | Duisburg-Hamborn                         | Nordrhein-Westfalen    | Block 1: 1952 Block 2: 1952 Block 3: 1958 Block 4: 1976 Block 5: 2003 | | Block 1: ca. 27 MW (Netto) Block 2: ca. 27 MW (Netto) Block 3: 59 MW (Netto) Block 4: 101 MW (Netto) Block 5: 225 MW (Netto) Eigenstrom- und Dampfversorgung für das ThyssenKrupp-Stahlwerk Schwelgern | ThyssenKrupp Steel Europe AG                                                                                     |                                   |
| Heizkraftwerk Sachtleben (Heizkraftwerk Duisburg-Homberg)         | 30                                                              | ? | Braunkohle | Duisburg-Homberg                         | Nordrhein-Westfalen    | 1964 | Block 1: Vermarktungsverbot ab 31. Oktober 2022 gemäß KVBG (2038 spätestens) | 28 MW (Netto) Eigenstrom- und Dampfversorgung der örtlichen Pigmentfabrik | Venator Germany GmbH                                                                                             | 51° 26′ 18,4″ N, 006° 41′ 53,2″ O |
| Kraftwerk Duisburg-Walsum                                         | 1200                                                            | 150 (295 möglich) | Steinkohle | Duisburg-Walsum                          | Nordrhein-Westfalen    | Block 6: 1957 Block 7: 1959 Block 8: 1960 Block 9: 1988 Block 10: 2013 | Block 6: 1988 Block 7: 2014 Block 8: 1988 Block 9: Vermarktungsverbot ab 01.01.2021 gemäß KVBG | Block 6: 60 MW (Netto) Block 7: 129 MW (Netto) Block 8: 129 MW (Netto) Block 9: 370 MW (Netto) Block 10: 725 MW (Netto) | Block 9: Steag GmbH Block 10: STEAG-EVN Walsum Kraftwerksgesellschaft mbH                                        | 51° 31′ 42,8″ N, 006° 42′ 52,5″ O |
| Heizkraftwerk Duisburg-Wanheim                                    | 286                                                             | 255 (1450 MWh Wärmespeicher) | Erdgas Heizöl | Duisburg-Wanheim                         | Nordrhein-Westfalen    | Block III A: 2002 Block III B: 2005 | | Block III A: 40 MW (Netto) Block III B: 234 MW (Netto) | Stadtwerke Duisburg AG                                                                                           |                                   |
| Industriekraftwerk Duisburg                                       | ca. 22                                                          | ? | Gichtgas Erdgas | Duisburg                                 | Nordrhein-Westfalen    | 2010 | | 21 MW (Netto) Eigenstrom- und Dampfversorgung der örtlichen Recyclinganlage für eisenhaltige Reststoffe | DK Recycling und Roheisen GmbH                                                                                   |                                   |
| Industriekraftwerk Düren (KANZAN Spezialpapiere)                  | 1                                                               | ? | Braunkohle | Düren                                    | Nordrhein-Westfalen    | 2010 | (2038 spätestens) | ? MW (Netto) Eigenstrom- und Dampfversorgung der örtlichen Spezialpapierfabrik | KANZAN Spezialpapiere GmbH; Getec AG                                                                             |                                   |
| Industriekraftwerk Düren (Metsä Tissue)                           | 14                                                              | ? | Erdgas | Düren                                    | Nordrhein-Westfalen    | 1940 | | 14 MW (Netto) Eigenstrom- und Dampfversorgung der örtlichen Spezialpapierfabrik | Metsä Tissue GmbH (Werk Düren)                                                                                   |                                   |
| Industriekraftwerk Düren (Schoellershammer)                       | 10                                                              | ? | Braunkohle Reste aus der Papierproduktion                                                                                 | Düren                                    | Nordrhein-Westfalen    | 1983 | (2038 spätestens) | 9 MW (Netto) Eigenstrom- und Dampfversorgung der örtlichen Kartonfabrik | Papierfabrik Schoellershammer H. A. Schoeller Söhne GmbH                                                         |                                   |
| Blockheizkraftwerk H.120 Düsseldorf                               | ca. 22                                                          | ? | Erdgas | Düsseldorf                               | Nordrhein-Westfalen    | 2012/14 | | 21 MW (Netto) Eigenstrom- und Dampfversorgung des örtlichen Daimler-Werkes | Daimler AG |                                   |
| Industriekraftwerk Düsseldorf-Holthausen                          | 89                                                              | ? | Erdgas Reste aus der Produktion                                                                                           | Düsseldorf                               | Nordrhein-Westfalen    | 1948/2016 | | 84 MW (Netto) Eigenstrom- und Dampfversorgung der örtlichen Konsumgüter-Fabrik | Henkel AG & Co. KGaA                                                                                             |                                   |
| Gasturbinen-Kraftwerk Düsseldorf-Flingern                         | ca. 86                                                          | 0 | Heizöl | Düsseldorf                               | Nordrhein-Westfalen    | 1972 | | 86 MW (Netto) | Stadtwerke Düsseldorf AG                                                                                         |                                   |
| Kombinationskraftwerk Eilenburg                                   | ca. 50                                                          | ca. 40 | Erdgas Reste aus Papierherstellung                                                                                        | Eilenburg                                | Sachsen                | 1993 | | 47 MW (Netto) Eigenstrom- und Dampfversorgung der örtlichen Papierfabrik | Stora Enso Sachsen GmbH                                                                                          |                                   |
| Kraftwerk Eisenhüttenstadt                                        | 116                                                             | 80 | Konvertergas | Eisenhüttenstadt                         | Brandenburg            | Block?: 1954/1998 Block 7: 2013 (Block 8: 2021) | | Block?: 45 MW (Netto) Block 7: 56 MW (Netto) Block 8: ? Eigenstrom- und Dampfversorgung für das örtliche Stahlwerk; Wärme-auskopplung zur Fernwärme-versorgung der Stadt | ArcelorMittal Eisenhüttenstadt GmbH                                                                              |                                   |
| Industriekraftwerk Elsdorf                                        | 13                                                              | ? | Braunkohle | Elsdorf (Rheinland)                      | Nordrhein-Westfalen    | 2000 | (2038 spätestens) | ? MW (Netto) Eigenstrom- und Dampfversorgung der örtlichen Zuckerfabrik | Pfeifer & Langen GmbH & Co. KG                                                                                   | 50° 55′ 54,7″ N, 006° 33′ 49,0″ O |
| Heizkraftwerk Eltmann                                             | ca. 60                                                          | ? | Erdgas | Eltmann                                  | Bayern                 | 2007 | | 57 MW (Netto) Eigenstrom- und Dampfversorgung der örtlichen Papierfabrik | Palm Power GmbH & Co. KG                                                                                         | 49° 59′ 05,1″ N, 010° 39′ 06,9″ O |
| Kraftwerk Emden                                                   | 472 (davon 450 Erdgas und 22 Biomasse)                          | 30 | Erdgas: GT und DT Biomasse: Block 5                                                                                       | Emden                                    | Niedersachsen          | GT: 1973 DT: 1973 Block 5: 2005 | GT: 2020 (Kapazitätsreserve) DT: von 2001 bis 2006 und seit 2012 (Kaltreserve) | GT: 50 (52) MW (Netto) DT: 380 (433) MW (Netto) Block 5: 20 (22) MW (Netto) je nach Quelle unterschiedliche Leistungsangaben | Statkraft Markets GmbH                                                                                           | 53° 20′ 29,3″ N, 007° 12′ 22,7″ O |
| Heizkraftwerk Erfurt-Iderhoffstraße                               | ca. 12                                                          | ? (250 MWh Wärmespeicher) | Erdgas | Erfurt                                   | Thüringen              | 1996 | | 11 MW (Netto) | Stadtwerke Erfurt Energie GmbH                                                                                   |                                   |
| Kraftwerk Erfurt-Ost                                              | 115                                                             | 283 (davon 173 aus KWK) | Erdgas | Erfurt                                   | Thüringen              | GuD 1: 1999 GuD 2: 2014 | | GuD 1: 77 MW (Netto) GuD 2: 33 MW (Netto) | Stadtwerke Erfurt Energie GmbH                                                                                   |                                   |
| Blockheizkraftwerk Erkrath am Klinkerweg                          | 11                                                              | 11 (ca. 27 MWh Wärmespeicher)                                                                                                   | Erdgas | Erkrath                                  | Nordrhein-Westfalen    | 2000 | | 10 MW (Netto) | Stadtwerke Erkrath GmbH                                                                                          |                                   |
| Heizkraftwerk Erlangen                                            | 48 (davon 18 Steinkohle und 30 Erdgas)                          | 208 | Steinkohle: K6 DT2 Erdgas: GuD 1, GuD 2 Heizöl: K6 DT2                                                                    | Erlangen                                 | Bayern                 | K6 DT2: 1982 GuD 1: 2005 GuD 2: 2014 | (K6 GT2: 2021) | K6 GT2: 17 MW (Netto) GuD 1: 22 MW (Netto) GuD 2: 7 MW (Netto) | Erlanger Stadtwerke AG                                                                                           | 49° 35′ 37,5″ N, 010° 59′ 59,9″ O |
| Industriekraftwerk Euskirchen                                     | ca. 18                                                          | ? | Braunkohle | Euskirchen                               | Nordrhein-Westfalen    | 1998 | Vermarktungsverbot ab 22.05.2023 gemäß KVBG | 15 MW (Netto) Eigenstrom- und Dampfversorgung der örtlichen Zuckerfabrik | Pfeifer & Langen GmbH & Co. KG                                                                                   | 50° 39′ 26,9″ N, 006° 48′ 36,9″ O |
| Heizkraftwerk Flensburg                                           | 185 (davon 105 Steinkohle und 80 Erdgas)                        | 291 (1100 MWh Wärmespeicher) | Steinkohle: K9, K10, K11 Erdgas: K5/T7, K12, K13 EBS (Müll): K9, K10, K11 Biomasse: K9, K10, K11                          | Flensburg                                | Schleswig-Holstein     | K5/T7: 1974/2016 K7: 1978 K8: 1982 K9: 1985 K10: 1988 K11: 1992 K12: 2016 (K13: 2022) | K7: 2016 K8: 2016 (K9: voraussichtlich 2022) (K10: voraussichtlich 2022) | K5/T7: 29 MW (Netto) K7: 23 MW (Netto) K8: 35 MW (Netto) K9: 33 MW (Netto) K10: 33 MW (Netto) K11: 33 MW (Netto) K12 (GuD): 78 MW (Netto) K13: bis 2022 Neubau eines erdgasbetriebenen GuDs mit 70 MWel und 70 MWth, danach Stilllegung von zwei Kohlekesseln | Stadtwerke Flensburg GmbH                                                                                        | 54° 48′ 13,7″ N, 009° 25′ 59,4″ O |
| Industriekraftwerk Fortuna Nord                                   | ca. 20                                                          | ? | Braunkohle | Bergheim                                 | Nordrhein-Westfalen    | 1939/1973 | (2038 spätestens) | 15 MW (Netto) Eingestrom- und Dampfversorgung des Kohleveredlungsbetriebes Fortuna-Nord | RWE Power AG |                                   |
| Kraftwerk Franken I                                               | 843                                                             | 30 | Heizöl Erdgas | Nürnberg                                 | Bayern                 | Block 1: 1973 Block 2: 1976 | | Block 1: 383 MW (Netto) Block 2: 440 MW (Netto) (davon insgesamt 60 MW Bahnstrom) | Uniper Kraftwerke GmbH                                                                                           | 49° 25′ 14,9″ N, 011° 00′ 27,6″ O |
| Heizkraftwerk Frankfurt (Oder)                                    | 49 (davon 25 Erdgas und 24 Braunkohle)                          | 80 (ca. 300 MWh Wärmespeicher im Bau)                                                                                           | Braunkohle | Frankfurt (Oder)                         | Brandenburg            | VGT: 1997 DT: 1997 | (2022) | VGT: 25 MW (Netto) DT: 23 MW (Netto) (Gasmotorenkraftwerk mit 50 MWel und ca. 50 MWth im Bau) | Stadtwerke Frankfurt (Oder) GmbH                                                                                 | 52° 19′ 06,2″ N, 014° 31′ 52,9″ O |
| Heizkraftwerk Frankfurt-Allerheiligenstraße                       | 4                                                               | 58 (davon 4 aus KWK) | Erdgas | Frankfurt am Main                        | Hessen                 | 1953 | | 4 MW (Netto) | Mainova AG |                                   |
| Heizkraftwerk Frankfurt-Messe                                     | 5                                                               | 112 (davon 5 aus KWK) | Erdgas | Frankfurt am Main                        | Hessen                 | 1987 | | 5 MW (Netto) | Mainova AG |                                   |
| Heizkraftwerk Niederrad                                           | ca. 75                                                          | 235 | Erdgas | Frankfurt am Main                        | Hessen                 | Block 1: 2004 Block 2: 1973 | Block 2: 2017 | Block 1: 70 MW (Netto) Block 2: 56 MW (Netto) | Mainova AG | 50° 05′ 55,0″ N, 008° 39′ 18,0″ O |
| Heizkraftwerk Frankfurt-West                                      | 284 (davon 144 Steinkohle und 140 Erdgas)                       | 430 | Steinkohle: Blöcke 2, 3 Erdgas: Blöcke 4, M4, M5                                                                          | Frankfurt am Main                        | Hessen                 | Block 2: 1988 Block 3: 1989 Block 4: 1994 Block M4: 1994? Block M5: 2018 | (Block 2: um 2025) (Block 3: um 2025) Block M4: 2016 | Block 2: 62 MW (Netto) Block 3: 62 MW (Netto) Block 4: 99 MW (Netto) Block M4: 20 MW (Netto) Block M5: 39 MW (Netto) | Mainova AG | 50° 05′ 54,0″ N, 008° 39′ 12,1″ O |
| Industriekraftwerk Frankfurt-Fechenheim                           | 20                                                              | ? | Braunkohle | Frankfurt am Main                        | Hessen                 | 2011 | (2038 spätestens) | ? MW (Netto) Eigenstrom- und Dampfversorgung für den örtlichen Chemiepark | AlessaChemie GmbH; Getec AG                                                                                      |                                   |
| Industriekraftwerk Frankfurt-Griesheim                            | 20                                                              | ? | Braunkohle | Frankfurt am Main                        | Hessen                 | 2016 | 2019? (die örtlichen Chemiebetriebe haben 2019 die Produktion eingestellt) | Eigenstrom- und Dampfversorgung für den örtlichen Chemiepark | WeylChem Griesheim GmbH; Getec AG                                                                                |                                   |
| Industriekraftwerk Frechen/Wachtberg                              | 201                                                             | 251 | Braunkohle | Frechen                                  | Nordrhein-Westfalen    | 1959/1988 | (31.12.2022 Brikettierung (120 von 176 MW)) | 176 MW (Netto) Eigenstrom- und Dampfversorgung für den Kohleveredlungsbetrieb Frechen | RWE Power AG |                                   |
| Heizkraftwerk Freiberg                                            | 14                                                              | ca. 75 (davon 18 aus KWK; 140 MWh Wärmespeicher)                                                                                | Erdgas | Freiberg                                 | Sachsen                | 2013 | | 13 MW (Netto) | Stadtwerke Freiberg AG                                                                                           |                                   |
| Wärmeverbundkraftwerk Freiburg                                    | 60                                                              | ? | Erdgas | Freiburg im Breisgau                     | Baden-Württemberg      | 1998 | 2015 (Netzreserve) | 40 MW (Netto) | Rhodia Acetow GmbH                                                                                               | 48° 1′ 14,9″ N, 7° 50′ 45,8″ O    |
| Heizkraftwerk Universitätsklinik Freiburg                         | 30                                                              | ? (ca. 50 MWh Wärmespeicher) | Erdgas Biomasse (Holzpellets)                                                                                             | Freiburg im Breisgau                     | Baden-Württemberg      | 2001 | | 27 MW (Netto) | Universitätsklinikum Freiberg AdöR                                                                               |                                   |
| Kraftwerk Fulda                                                   | 28                                                              | 0 | Mineralölprodukte | Fulda                                    | Hessen                 | 2011 | | 25 MW (Netto) | RhönEnergie Fulda GmbH                                                                                           |                                   |
| Industriekraftwerk Fulda                                          | ca. 35                                                          | ? | Erdgas | Fulda                                    | Hessen                 | Block 2: 1982 Block 3: 2012 | | Block 2: 8 MW (Netto) Block 3: 26 MW (Netto) Eigenstrom- und Dampfversorgung für Papierfabrik | Papierfabrik Adolf Jass GmbH & Co. KG                                                                            |                                   |
| Industriekraftwerk Gendorf                                        | ca. 75                                                          | ? | Erdgas | Burgkirchen                              | Bayern                 | 2002/17 | | 73 MW (Netto) Eigenstrom- und Dampfversorgung für Chemiepark Gendorf | InfraServ GmbH & Co. Gendorf KG                                                                                  |                                   |
| Heizkraftwerk Gera-Lusan (ehemals Heizkraftwerk Gera-Nord)        | 18                                                              | 63 (davon 18 aus KWK) | Erdgas | Gera                                     | Thüringen              | GuD 1: 1996 GuD 2: 1996 HKW Lusan: 2018 | GuD 1: 2018 GuD 2: 2018 HKW Lusan: | GuD 1: 37 MW (Netto) GuD 2: 37 MW (Netto) HKW Lusan: 17 MW (Netto) | Kraftwerke Gera GmbH                                                                                             | 50° 54′ 25,0″ N, 012° 03′ 40,0″ O |
| Heizkraftwerk Gera-Tinz                                           | 23                                                              | 83 (davon 23 aus KWK) | Erdgas | Gera                                     | Thüringen              | HKW Tinz: 2018 | HKW Tinz: | HKW Tinz: 22 MW (Netto) | Kraftwerke Gera GmbH                                                                                             |                                   |
| Industriekraftwerk Goldenberg                                     | 47                                                              | ? | Braunkohle Klärschlamm | Hürth                                    | Nordrhein-Westfalen    | Block E: 1992 Block F: 1993 | Block E: 2015 (Kaltreserve) Block F: 2015 | Block E: 40 MW (Netto) Block F: 45 MW (Netto) im Moment nur noch Dampfversorgung für den Kohleveredlungsbetrieb Ville/Berrenrath | RWE Power AG |                                   |
| Heizkraftwerk Göttingen                                           | 22 (65)                                                         | ? | Heizöl Erdgas | Göttingen                                | Niedersachsen          | 1967/1998 | | 19 (60) MW (Netto) je nach Quelle unterschiedliche Leistungsangaben; z. T. im Inselbetrieb | Georg-August-Universität Göttingen Stiftung des öffentlichen Rechts                                              | 51° 33′ 13,3″ N, 009° 56′ 03,3″ O |
| Blockheizkraftwerk Universitätsklinik Göttingen                   | 5                                                               | 5 | Erdgas | Göttingen                                | Niedersachsen          | 2018 | | 5 MW (Netto) | Georg-August-Universität Göttingen Stiftung des öffentlichen Rechts                                              |                                   |
| Industriekraftwerk Greifswald                                     | 39                                                              | 47 | Erdgas | Lubmin                                   | Mecklenburg-Vorpommern | 2013 | | 38 MW (Netto) Abwärmenutzung zum Aufheizen von Erdgas aus der Northstream-Pipeline | Industriekraftwerk Greifswald GmbH                                                                               |                                   |
| Kraftwerk Grenzach-Wyhlen                                         | ca. 30                                                          | ? | Erdgas | Grenzach-Wyhlen                          | Baden-Württemberg      | 2017 | | 30 MW (Netto) Eigenstrom- und Dampfversorgung für die örtliche Pharmaproduktion | KGW – Kraftwerk Grenzach-Wyhlen GmbH                                                                             |                                   |
| Industriekraftwerk Großenkneten                                   | ca. 33                                                          | ca. 30 | Erdgas | Großenkneten                             | Niedersachsen          | 2014 | | 30 MW (Netto) Eigenstrom- und Dampfversorgung für Erdgasaufbereitung | Exxon Mobil Production Deutschland GmbH                                                                          |                                   |
| Spitzenlastkraftwerk Großkayna                                    | 129                                                             | 0 | Heizöl | Großkayna                                | Sachsen-Anhalt         | 1994 | | 120 MW (Netto) | envia THERM GmbH                                                                                                 |                                   |
| Kraftwerk Staudinger                                              | 1191 (davon 553 Kohle und 638 Erdgas)                           | 300 (ca. 105 MWh Wärmespeicher)                                                                                                 | Steinkohle: Blöcke 1, 2, 3, 5 Erdgas: Block 4                                                                             | Großkrotzenburg                          | Hessen                 | Block 1: 1965 Block 2: 1965 Block 3: 1970 Block 4: 1977 Block 5: 1992 | Block 1: 2012/2013 Block 2: 2012 Block 3: 2012 Block 4: 2015 (Netzreserve) Block 5: Vermarktungsverbot ab 22.05.2023 gemäß KVBG | Block 1: 249 MW (Netto) Block 2: 249 MW (Netto) Block 3: 293 MW (Netto) Block 4: 572 MW (Netto) Block 5: 510 MW (Netto) | Uniper Kraftwerke GmbH                                                                                           | 50° 05′ 17,8″ N, 008° 57′ 06,0″ O |
| Heizkraftwerk Hagen-Kabel                                         | ca. 275 (davon 251 Erdgas und ca. 24 Biomasse)                  | 108 | Block H4/5: Erdgas BVA: Biomasse                                                                                          | Hagen                                    | Nordrhein-Westfalen    | H4/5: 1981/2004 BVA: 2004 | H4/5: 2016 (Kaltreserve) | H4/5: 230 MW (Netto) BVA: 20 MW (Netto) Eigenstrom- und Dampfversorgung der örtlichen Papierfabrik | Mark-E AG | 51° 24′ 39,6″ N, 007° 29′ 29,2″ O |
| Industriekraftwerk Hainsberg                                      | 1                                                               | 5 | Braunkohle | Hainsberg (Freital)                      | Sachsen                | 2011 | (2038 spätestens) | ? MW (Netto) Eigenstrom- und Dampfversorgung der örtlichen Papierfabrik | Papierfabrik Hainsberg GmbH; Getec AG                                                                            |                                   |
| Heizkraftwerk Halle Dieselstraße                                  | 100                                                             | 120 (davon 68 aus KWK; 280 MWh Wärmespeicher und ca. 2000 MWh Wärmespeicher)                                                    | Erdgas | Halle                                    | Sachsen-Anhalt         | GuD A: 2005 GuD B: 2005 | | GuD A: 47 MW (Netto) GuD B: 47 MW (Netto) (GT C in Planung) | Energieversorgung Halle GmbH (EVH)                                                                               |                                   |
| Heizkraftwerk Halle-Trotha                                        | 58                                                              | 50 | Erdgas | Halle                                    | Sachsen-Anhalt         | GuD: 2012/2013 | | GuD: 56 MW (Netto) | Energieversorgung Halle GmbH (EVH)                                                                               |                                   |
| Heizkraftwerk Hamburg                                             | ca. 25                                                          | ? | Erdgas Biogas | Hamburg-Mitte                            | Hamburg                | 1993 | | 23 MW (Netto) Eigenstrom- und Dampfversorgung für Ölmühle und Biodieselproduktion | ADM Hamburg AG                                                                                                   |                                   |
| Kraftwerk Westfalen                                               | 820                                                             | 0 | Steinkohle | Hamm-Schmehausen                         | Nordrhein-Westfalen    | Block A: 1963 Block B: 1963 Block C: 1969 Block D: nicht fertiggestellt Block E: 2014 | Block A: 2014 Block B: 2014 Block C: 2016 Block D: 2015 Block E: 2021 | Block A: 152 MW (Netto) Block B: 152 MW (Netto) Block C: 284 MW (Netto) Block D: 765 MW (Netto) Block E: 764 MW (Netto) | RWE Generation SE                                                                                                | 51° 40′ 49,1″ N, 007° 58′ 12,7″ O |
| Trianel GuD-Kraftwerk Hamm-Uentrop                                | 850                                                             | 0 | Erdgas | Hamm-Schmehausen                         | Nordrhein-Westfalen    | GuD 10: 2008 GuD 20: 2008 | | GuD 10: 417 MW (Netto) GuD 20: 421 MW (Netto) | Trianel Gaskraftwerk Hamm GmbH & Co. KG                                                                          | 51° 40′ 26,0″ N, 007° 55′ 45,0″ O |
| Kraftwerk Hürth-Knapsack                                          | 1262                                                            | 0 | Erdgas | Hürth-Knapsack                           | Nordrhein-Westfalen    | GuD I: 2006 GuD II: 2013 | | GuD I: 800 MW (Netto) GuD II: 430 MW (Netto) | Statkraft Markets GmbH                                                                                           | 50° 51′ 38,6″ N, 6° 50′ 13,7″ O   |
| Kraftwerk Hannover-Herrenhausen                                   | 120                                                             | 280 (davon 140 aus KWK) | Erdgas | Hannover-Herrenhausen                    | Niedersachsen          | 1975 | 2016 (Kaltreserve) | 102 MW (Netto) im Moment nur noch Fernwärmeerzeugung und Steuerung diverser dezentraler Anlagen als virtuelles Kraftwerk | enercity AG | 52° 23′ 55,0″ N, 009° 40′ 50,0″ O |
| Gasturbinenkraftwerk Hannover-Linden                              | 255                                                             | 185 | Erdgas | Hannover-Linden-Nord                     | Niedersachsen          | 1962/1998/2013 | | 230 MW (Netto) | enercity AG | 52° 22′ 22,5″ N, 009° 42′ 51,1″ O |
| Kohlekraftwerk Hannover-Stöcken (Gemeinschaftskraftwerk Hannover) | 300                                                             | 425 | Steinkohle | Hannover-Stöcken                         | Niedersachsen          | Block 1: 1989 Block 2: 1989 | | Block 1: 136 MW (Netto) Block 2: 136 MW (Netto) | enercity AG / Volkswagen Kraftwerke GmbH                                                                         | 52° 25′ 13,0″ N, 009° 38′ 51,0″ O |
| Kraftwerk Hattorf                                                 | ca. 55                                                          | > 60 | Erdgas | Philippsthal                             | Hessen                 | Block 1: 2013 Block 2: 2013 | | Block 1: 35 MW (Netto) Block 2: 17 MW (Netto) Eigenstrom- und Dampfversorgung für den örtlichen Kalibergbau | K+S AG |                                   |
| Kraftwerk Hausham                                                 | 112                                                             | 25 | Steinkohle: Kohleblock Heizöl: GT 1, GT 2, GT 3, GT 4, Motor-HKW 1, Motor-HKW 2                                           | Hausham                                  | Bayern                 | Kohleblock: 1963 GT 1: 1982 GT 2: 1982 GT 3: 1982 GT 4: 1982 Motor-HKW 1: 1987 Motor-HKW 2: 1990 | Kohleblock: 1983 | Kohleblock: 37 MW (Netto) GT 1: 32 MW (Netto) GT 2: 32 MW (Netto) GT 3: 32 MW (Netto) GT 4: 32 MW (Netto) Motor-HKW 1: 6 MW (Netto) Motor-HKW 2: 6 MW (Netto) | Peißenberger Kraftwerksgesellschaft mbH                                                                          |                                   |
| Raffineriekraftwerk Heide                                         | 47                                                              | ? | Erdgas Mineralölprodukte Raffineriegas                                                                                    | Hemmingstedt                             | Schleswig-Holstein     | 1962 | | 45 MW (Netto) Eigenstrom- und Dampfversorgung der Raffinerie Heide | Raffinerie Heide GmbH                                                                                            |                                   |
| Heizkraftwerk Heidelberg                                          | ca. 15                                                          | ? (ca. 700 MWh Wärmespeicher im Bau)                                                                                            | Erdgas | Heidelberg                               | Baden-Württemberg      | 2001 | | 14 MW (Netto) | innogy SE |                                   |
| Industriekraftwerk Heidenheim                                     | ca. 20                                                          | ? | Erdgas Heizöl | Heidenheim                               | Baden-Württemberg      | 2014 | | 19 MW (Netto) | Sales & Solutions GmbH                                                                                           |                                   |
| Heizkraftwerk Heilbronn                                           | 1066                                                            | 390 200 (Block 8 in Bau) | Steinkohle Klärschlamm Erdgas (Block 8)                                                                                   | Heilbronn                                | Baden-Württemberg      | Block 1: 1950-60 Block 2: 1950-60 Block 3: 1950-60 Block 4: 1950-60 Block 5: 1965/2010 Block 6: 1966/2010 Block 7: 1985/2009 Block 8: 2026 (in Bau)                                                      | Block 1: 1988 Block 2: 1988 Block 3: 2006 Block 4: 2006 Block 5: 2014 (Netzreserve) Block 6: 2014 (Netzreserve) | Block 1: ca. 50 MW (Netto) Block 2: ca. 50 MW (Netto) Block 3: ca. 100 MW (Netto) Block 4: ca. 100 MW (Netto) Block 5: 125 MW (Netto) Block 6: 125 MW (Netto) Block 7: 778 MW (Netto) Block 8: 620-750 MW (Netto) | EnBW Energie Baden-Württemberg AG                                                                                | 49° 10′ 31,9″ N, 009° 12′ 27,2″ O |
| Industriekraftwerk Herzberg                                       | ca. 25                                                          | ? | Erdgas | Herzberg                                 | Niedersachsen          | 1978 | | 20 MW (Netto) Eigenstrom- und Dampfversorgung der örtlichen Papierfabrik | Smurfit Kappa Herzberger Papierfabrik GmbH                                                                       |                                   |
| Heizkraftwerk Helmshäger Berg                                     | 15                                                              | 125 (davon 28 KWK; ca. 90 MWh Wärmespeicher)                                                                                    | Erdgas | Greifswald                               | Mecklenburg-Vorpommern | 1996 | | 14 MW (Netto) | Stadtwerke Greifswald GmbH                                                                                       |                                   |
| Kraftwerk Duisburg-Ruhrort (Kraftwerk Hermann Wenzel)             | 244                                                             | ? | Kuppelprodukte aus der Stahlerzeugung Kokereigas Gichtgas                                                                 | Duisburg-Laar                            | Nordrhein-Westfalen    | Block 1: 1955 Block 2: 1955 Block 3: 1963 Block 4: 1969 | Block 1: 2001 | Block 1: ca. 55 MW (Netto) Block 2: 60 MW (Netto) Block 3: 95 MW (Netto) Block 4: 170 MW (Netto) Eigenstrom- und Dampfversorgung für das ThyssenKrupp-Stahlwerk Schwelgern | ThyssenKrupp Steel Europe AG                                                                                     | 51° 27′ 34,8″ N, 006° 43′ 50,1″ O |
| Cuno-Heizkraftwerk Herdecke (Cuno-Kraftwerk)                      | 424                                                             | 0 | Erdgas | Herdecke                                 | Nordrhein-Westfalen    | H6: 2007 | | H6: 417 MW (Netto) | Mark-E AG Statkraft Markets GmbH                                                                                 | 51° 24′ 10,9″ N, 007° 24′ 53,3″ O |
| Kraftwerk Wintershall                                             | 110                                                             | 299 | Erdgas | Heringen                                 | Hessen                 | 1970/2009 | | 69 MW (Netto) Nutzt auch Dampf von benachbarter Müllverbrennungsanlage | K+S AG |                                   |
| Heizkraftwerk Herne                                               | 511                                                             | 550 | Steinkohle: Blöcke 1, 2, 3, 4, 5 Erdgas: Block 6                                                                          | Herne                                    | Nordrhein-Westfalen    | Block 1: 1962/63 Block 2: 1962/63 Block 3: 1966 Block 4: 1989/2013 Block 5: nicht realisiert Block 6: 2022                                                                                               | Block 1: 2000 Block 2: 2013 Block 3: 2017 (Block 4: voraussichtlich 2022) | Block 1: 133 MW (Netto) Block 2: 133 MW (Netto) Block 3: 280 MW (Netto) Block 4: 449 MW (Netto) Block 5: 800 MW (Netto) Block 6: GuD-Block mit 608 MWel und 400 MWth | Steag GmbH | 51° 33′ 02,4″ N, 007° 11′ 15,3″ O |
| Heizkraftwerk Bochum-Hiltrop                                      | ca. 45                                                          | ? (ca. 150 MWh Wärmespeicher)                                                                                                   | Erdgas | Bochum-Hiltrop                           | Nordrhein-Westfalen    | GT: 1975 GuD: 2013 | GT: 2013 | GT: 31 MW (Netto) GuD: 44 MW (Netto) | Stadtwerke Bochum Holding GmbH                                                                                   | 51° 30′ 26,0″ N, 007° 14′ 59,0″ O |
| Heizkraftwerk Industriepark Höchst                                | 268 (davon 71 Steinkohle und 197 Erdgas)                        | 614 | Steinkohle: Block B Erdgas: Block A, ADS-Anlage                                                                           | Frankfurt am Main                        | Hessen                 | Block A: 2003 Block B: 1965/89 ADS-Anlage: 2011/12 | Block B: Vermarktungsverbot ab 01.01.2021 gemäß KVBG | Block A (GT): 86 MW (Netto) Block B: 66 MW (Netto) ADS-Anlage (2 GT): 97 MW (Netto) Abwärme der Gasturbinen wird zur Dampferzeugung für die Dampfturbine des Blocks B genutzt | Infraserv GmbH & Co. Höchst KG                                                                                   | 50° 05′ 32,0″ N, 008° 32′ 00,0″ O |
| Kraftwerk Duisburg-Huckingen                                      | 640                                                             | 68 | Erdgas Gichtgas Hochofengas                                                                                               | Duisburg-Huckingen                       | Nordrhein-Westfalen    | Block A: 1975/2009 Block B: 1976/2011 | | Block A: 303 MW (Netto) Block B: 303 MW (Netto) Eigenstrom- und Dampfversorgung für das örtliche Stahlwerk | Hüttenwerke Krupp-Mannesmann GmbH                                                                                | 51° 22′ 34,1″ N, 006° 43′ 25,9″ O |
| Kraftwerk Huntorf                                                 | 321                                                             | 0 | Erdgas | Elsfleth                                 | Niedersachsen          | 1978/2006 | | 321 MW (Netto), Druckluftspeicher, Erdgas nur zur Kompensation der Expansionskälte | Uniper Kraftwerke GmbH                                                                                           |                                   |
| Heizkraftwerk Ibbenbüren-Bocketal                                 | 1                                                               | ? | Braunkohle | Ibbenbüren                               | Nordrhein-Westfalen    | 2008 | (2038 spätestens) | ? MW (Netto) | Urbana Fernwärme GmbH                                                                                            |                                   |
| Ineos Kraftwerk Moers                                             | ca. 25                                                          | ? | Erdgas, Restgase aus der Produktion                                                                                       | Moers                                    | Nordrhein-Westfalen    | 1995 | | 24 MW (Netto) Eigenstrom- und Dampfversorgung des örtlichen Chemieparks | Ineos Solvents Germany GmbH                                                                                      |                                   |
| Kraftwerk Ingolstadt                                              | 840                                                             | 0 | Schweröl | Großmehring                              | Bayern                 | Block 1: 1965 Block 2: 1965 Block 3: 1973 Block 4: 1974 | Block 1: 1990 Block 2: 1990 Block 3: 2014 (Netzreserve) Block 4: 2014 (Netzreserve) | Block 1: 150 MW (Netto) Block 2: 150 MW (Netto) Block 3: 375 MW (Netto) Block 4: 386 MW (Netto) | Uniper Kraftwerke GmbH                                                                                           | 48° 45′ 43,2″ N, 011° 30′ 11,7″ O |
| Industriekraftwerk Ingolstadt                                     | ca. 25                                                          | ? | Erdgas Raffineriegas | Kösching                                 | Bayern                 | 2012 | | 23 MW (Netto) Eigenstrom- und Dampfversorgung der Erdölraffinerie Ingolstadt | Gunvor Raffinerie Ingolstadt GmbH                                                                                |                                   |
| Kraftwerk Irsching                                                | 1722                                                            | 25 | Schweröl: Block 1, Block 2 Heizöl: Block 3 Erdgas: Block 4, Block 5, Block 6                                              | Vohburg                                  | Bayern                 | Block 1: 1969 Block 2: 1972 Block 3: 1974 Block 4 ("Ulrich Hartmann"): 2011 Block 5 ("Gemein-schaftskraftwerk Irsching"): 2010 Block 6: 2023                                                             | Block 1: 2006 Block 2: 2012 Block 3: 2015 (Netzreserve) Block 4: (war von 2013 bis 2020 in Netzreserve) Block 5: (war von 2013 bis 2020 in Netzreserve) Block 3: 2023 | Block 1: ca. 150 MW (Netto) Block 2: ca. 300 MW (Netto) Block 3: 415 MW (Netto) Block 4: 576 MW (Netto) Block 5: 846 MW (Netto) Block 6: 300 MW Gasturbine als "besonderes netztechnisches Betriebsmittel" mit Inbetriebnahme für 2022 geplant | Uniper Kraftwerke GmbH                                                                                           | 48° 46′ 01,3″ N, 011° 34′ 45,2″ O |
| Kraftwerk Itzehoe                                                 | 87                                                              | 0 | Mineralölprodukte | Oldendorf                                | Schleswig-Holstein     | 1972 | | 87 MW (Netto) | Uniper Kraftwerke GmbH                                                                                           |                                   |
| Kraftwerk Jänschwalde                                             | 2000                                                            | 349 (458 möglich) | Braunkohle | Teichland-Neuendorf                      | Brandenburg            | Block A: 1981/1996 Block B: 1982/1996 Block C: 1984/1996 Block D: 1985/1996 Block E: 1987/1996 Block F: 1989/1996                                                                                        | (Block A: 31. Dezember 2025 (Sicherheitsbereitschaft)) (Block B: 31. Dezember 2027 (Sicherheitsbereitschaft)) (Block C: 31. Dezember 2028 spätestens) (Block D: 31. Dezember 2028 spätestens) (Block E: 2018/2022 (Sicherheitsbereitschaft)) (Block F: 2019/2023 (Sicherheitsbereitschaft)) | Block A: 465 MW (Netto) Block B: 465 MW (Netto) Block C: 465 MW (Netto) Block D: 465 MW (Netto) Block E: 465 MW (Netto) Block F: 465 MW (Netto) Platz 6 – mit ~15,2 Mio. Jahrestonnen CO2 – auf der Liste der Kraftwerke mit dem höchsten CO2-Ausstoß in der EU. | LEAG | 51° 49′ 56,1″ N, 014° 27′ 10,9″ O |
| Heizkraftwerk Jena                                                | 204                                                             | 225 (ca. 400 MWh Wärmespeicher, 600 MWh Wärmespeicher im Bau)                                                                   | Erdgas Heizöl | Jena                                     | Thüringen              | HKW: 1969/1996 (GM: 2022) | | 182 MW (Netto) (Erweiterung um Gasmotorenkraftwerk mit 60 MWel und 60 MWth im Bau) | TEAG Thüringer Energie AG                                                                                        | 50° 53′ 51,5″ N, 011° 35′ 12,5″ O |
| Industriekraftwerk Jülich                                         | 25                                                              | 120 | Braunkohle | Jülich                                   | Nordrhein-Westfalen    | 2004/2013 | Vermarktungsverbot ab 01.01.2021 gemäß KVBG | 23 MW (Netto) Eigenstrom- und Dampfversorgung der örtlichen Zuckerfabrik | Pfeifer & Langen GmbH & Co. KG                                                                                   | 50° 54′ 53,8″ N, 6° 22′ 19,9″ O   |
| Heizkraftwerk Kaiserslautern-Karcherstraße                        | 28 (davon 15 Steinkohle und 13 Erdgas)                          | 81 (ca. 90 MWh Wärmespeicher)                                                                                                   | Erdgas: Block 10 Steinkohle: Block 20                                                                                     | Kaiserslautern                           | Rheinland-Pfalz        | Block 10: 1989 Block 20: 1996 | (Block 20: 2022) | Block 10: 12 MW (Netto) Block 20: 13 MW (Netto) Steinkohleblock wird durch GuDs ersetzt | Stadtwerke Kaiserslautern Versorgungs AG (SWK)                                                                   |                                   |
| Industriekraftwerk Kalscheuren                                    | ca. 28                                                          | ? (300 MWh Wärmespeicher) | Restgase aus der Rußproduktion                                                                                            | Köln                                     | Nordrhein-Westfalen    | 1967/2018 | | 27 MW (Netto) Eigenstromversorgung der örtlichen Rußfabrik; Abwärmenutzung für das Fernwärmenetz Hürth | Orion Engineered Carbons GmbH                                                                                    |                                   |
| Industriekraftwerk Karlsruhe                                      | ca. 75                                                          | > 90 | Erdgas, Mineralölprodukte                                                                                                 | Karlsruhe                                | Baden-Württemberg      | Werk 1: 1995 Werk 2: 1995 | | Werk 1: 45 MW (Netto) Werk 2: 25 MW (Netto) Eigenstrom- und Dampfversorgung der MiRO-Raffinerie | MiRO Mineralölraffinerie Oberrhein GmbH & Co. KG                                                                 |                                   |
| Heizkraftwerk Karlsruhe-West                                      | 37                                                              | 350 (davon 108 aus KWK) | Erdgas Heizöl | Karlsruhe-Mühlburg                       | Baden-Württemberg      | Block T3: 1984 | | Block T3: 33 MW (Netto) | Stadtwerke Karlsruhe GmbH                                                                                        | 49° 00′ 51,0″ N, 008° 20′ 51,6″ O |
| Rheinhafen-Dampfkraftwerk Karlsruhe                               | 2175 (davon 713 Erdgas und 1462 Steinkohle)                     | 440 | Steinkohle: Blöcke 1, 2, 3, 4, 7, 8 Erdgas: Blöcke 4S, 5, 6                                                               | Karlsruhe                                | Baden-Württemberg      | Block 1: 1955 Block 2: nach 1955 Block 3: nach 1955 Block 4: nach 1955 Block 4S: 1998 Block 5: nach 1955 Block 6: nach 1955 Block 7: 1985/2005 Block 8: 2014                                             | Block 1: 1985 Block 2: 1985 Block 3: 1985 Block 4: 1985 Block 4S: 2017 (Netzreserve) Block 5: 1993 (Kaltreserve?) Block 6: 1993 (Kaltreserve?) | Block 1: ? MW (Netto) Block 2: ? MW (Netto) Block 3: ? MW (Netto) Block 4: ? MW (Netto) Block 4S: 353 MW (Netto) Block 5: ca. 160 MW (Netto) Block 6: ca. 160 MW (Netto) Block 7: 517 MW (Netto) Block 8: 834 MW (Netto) | EnBW Energie Baden-Württemberg AG                                                                                | 49° 00′ 41,2″ N, 008° 18′ 14,3″ O |
| Heizkraftwerk Kassel                                              | 91 (davon 38 Braunkohle und 53 Erdgas)                          | 155 (davon 135 aus KWK) | FKK: Braunkohle, Steinkohle, Petrolkoks und EBS biogenen Ursprungs Kombi-HKW: Erdgas                                      | Kassel                                   | Hessen                 | FKK: 1989 Kombi-HKW: GuD 1: 1988 GuD 2: 2005 | (FKK: 2030) | FKK: 34 MW (Netto) Kombi-HKW GuD 1: 14 MW (Netto) GuD 2: 36 MW (Netto) | Städtische Werke Energie + Wärme GmbH                                                                            | 51° 16′ 44,8″ N, 009° 29′ 02,4″ O |
| Heizkraftwerk Kempen                                              | 14                                                              | ? | Erdgas Biogas | Kempen                                   | Nordrhein-Westfalen    | 1990 | | 13 MW (Netto) | Stadtwerke Kempen GmbH                                                                                           |                                   |
| Küstenkraftwerk                                                   | 200                                                             | 192 (1500 MWh Wärmespeicher) | Erdgas | Kiel                                     | Schleswig-Holstein     | 2019 | | 190 MW (Netto), Gasmotorenkraftwerk, Ersatz für das ehemalige Gemeinschaftskraftwerk Kiel mit 354 MWel (Brutto) und 295 MWth | Stadtwerke Kiel AG                                                                                               | 54° 20′ 28,5″ N, 010° 10′ 40,9″ O |
| Heizkraftwerk Kiel-Humboldtstraße                                 | ca. 25                                                          | 140 | Erdgas | Kiel                                     | Schleswig-Holstein     | 2005 | | 22 MW (Netto) | Stadtwerke Kiel AG                                                                                               |                                   |
| Kraftwerk Kirchlengern                                            | 185                                                             | 0 | Erdgas Heizöl | Kirchlengern                             | Nordrhein-Westfalen    | 1981 | | 147 MW (Netto) | Energieservice Westfalen Weser GmbH                                                                              | 52° 11′ 46,4″ N, 008° 38′ 50,8″ O |
| Kraftwerk Kirchmöser                                              | 207                                                             | 0 | Erdgas | Brandenburg an der Havel                 | Brandenburg            | 1994 | | 160 MW (Netto), nur Bahnstromerzeugung | Uniper Kraftwerke GmbH                                                                                           | 52° 23′ 40,5″ N, 012° 25′ 05,0″ O |
| Kraftwerk Klein Wanzleben                                         | ca. 25                                                          | 0 | Erdgas und Biogas | Klein Wanzleben                          | Sachsen-Anhalt         | 1994 | | 23 MW (Netto) Eigenstromversorgung der örtlichen Zuckerfabrik | Nordzucker AG, Werk Klein Wanzleben                                                                              |                                   |
| Raffineriekraftwerk Köln-Godorf                                   | 215                                                             | 235 | Erdgas Mineralölprodukte Raffineriegas Schweröl                                                                           | Köln                                     | Nordrhein-Westfalen    | 1988/2004 | (bis 2021 Umstellung der Schwerölkessel auf Erdgas) | 114 MW (Netto) Eigenstrom- und Dampfversorgung der Rheinland Raffinerie | Shell Deutschland Oil GmbH                                                                                       |                                   |
| Industriekraftwerk INEOS-Köln O10                                 | 107                                                             | ? | Heizöl Cracköl Produktionsrückstände                                                                                      | Köln-Worringen                           | Nordrhein-Westfalen    | Block T21: 1964 Block T22: 1964 Block T23: 1963 Block T24: 1966 Block T31: 1967 (Kessel 7: 2020) | (Block T31: 2020) | Block T21: 16 MW (Netto) Block T22: 19 MW (Netto) Block T23: 16 MW (Netto) Block T24: 10 MW (Netto) Block T31: 34 MW (Netto) Eigenstrom- und Dampfversorgung des örtlichen Chemieparks (Kessel 7: GuD-Anlage mit 63 MWel im Bau, Inbetriebnahme war 2019 geplant) | INEOS Manufacturing Deutschland GmbH                                                                             |                                   |
| Heizkraftwerk Köln-Merheim                                        | 33                                                              | 30 | Erdgas | Köln-Merheim                             | Nordrhein-Westfalen    | GuD: 2001 BHKW: 2020 | GuD: 2020 | GuD: 16 MW (Netto) BHKW: 33 MW (Netto) | RheinEnergie AG                                                                                                  |                                   |
| Heizkraftwerk Köln-Merkenich                                      | 213 (davon 85 Braunkohle und 128 Erdgas)                        | 248 | Schweröl: Blöcke 1, 2, 3, 4 (bis 1989), 5 (bis 1989) Braunkohle: Block 6 Erdgas: Blöcke 4 (seit 1989), 5 (seit 1989), GuD | Köln-Merkenich                           | Nordrhein-Westfalen    | Block 1: 1959 Block 2: 1962 Block 3: 1965 Block 4: 1964/89 Block 5: 1969/89 GuD: 2004 Block 6: 1990/2010                                                                                                 | Block 1: 1986 Block 2: 1986 Block 3: 1986 Block 5: 2004 (Block 6: voraussichtlich 2025) | Block 1: ca. 5 MW (Netto) Block 2: ca. 20 MW (Netto) Block 3: ca. 55 MW (Netto) Block 4: 16 MW (Netto) Block 5: ca. 95 MW (Netto) GuD: 108 MW (Netto) Block 6: 75 MW (Netto) | RheinEnergie AG                                                                                                  | 51° 01′ 05,0″ N, 006° 57′ 52,1″ O |
| Heizkraftwerk Köln-Niehl                                          | 881                                                             | 635 (750 MWh Wärmespeicher) | Erdgas | Köln-Niehl                               | Nordrhein-Westfalen    | Block 1: 1977 Block 2: 2005 Block 3: 2016 | Block 1: 2008 | Block 1: ca. 300 MW (Netto) Block 2: 413 (400) MW (Netto) Block 3: 460 (450) MW (Netto) je nach Quelle unterschiedliche Leistungsangaben | RheinEnergie AG                                                                                                  |                                   |
| Heizkraftwerk Könnern                                             | 29                                                              | 150 | Braunkohle | Könnern                                  | Sachsen-Anhalt         | 1993/2014 | Block 1: Vermarktungsverbot ab 22.05.2023 gemäß KVBG (2038 spätestens) | 20 MW (Netto) Eigenstrom- und Dampfversorgung der örtlichen Zuckerfabrik | Pfeifer & Langen GmbH & Co. KG                                                                                   | 51° 40′ 34,2″ N, 11° 46′ 6,7″ O   |
| Heizkraftwerk Krefeld                                             | ca. 15                                                          | ? | Erdgas | Krefeld                                  | Nordrhein-Westfalen    | 2011 | | 13 MW (Netto) | SWK Energie GmbH                                                                                                 |                                   |
| Industriekraftwerk Krefeld-Uerdingen                              | 143                                                             | 460 | Steinkohle Erdgas Produktionsrückstände                                                                                   | Krefeld                                  | Nordrhein-Westfalen    | L 57: 1957/92 N 230: 1960/71 | | L 57: 26 MW (Netto) N 230: 110 MW (Netto) Eigenstrom- und Dampfversorgung für den Chempark Krefeld-Uerdingen GuD-Kraftwerk mit max. 1200 MWel geplant | Currenta GmbH & Co. OHG                                                                                          |                                   |
| KWK-Anlage Krefeld                                                | ca. 45                                                          | ? | Erdgas Heizöl | Krefeld                                  | Nordrhein-Westfalen    | DT: 1999 VM: 1999 | | DT: 26 MW (Netto) VM: 14 MW (Netto) Eigenstrom- und Dampfversorgung der örtlichen Stärkefabrik | Cargill Deutschland GmbH                                                                                         |                                   |
| Industriekraftwerk Kreuzau                                        | 4                                                               | ? | Braunkohle | Kreuzau                                  | Nordrhein-Westfalen    | 1995 | (2038 spätestens) | ? MW (Netto) Eigenstrom- und Dampfversorgung der örtlichen Papierfabrik | Niederauer Mühle GmbH                                                                                            |                                   |
| Industriekraftwerk Kriebstein                                     | 14                                                              | ca. 35 | Erdgas Heizöl | Kriebstein                               | Sachsen                | 1993 | | 13 MW (Netto) Eigenstrom- und Dampfversorgung der örtlichen Papierfabrik | Kübler & Niethammer Papierfabrik Kriebstein AG                                                                   |                                   |
| Industriekraftwerk Lage                                           | ca. 12                                                          | ? | Erdgas | Lage                                     | Nordrhein-Westfalen    | 2017 | | 10 MW (Netto) Eigenstrom- und Dampfversorgung der örtlichen Zuckerfabrik | Pfeifer & Langen GmbH & Co. KG                                                                                   |                                   |
| Kraftwerk Robert Frank (Kraftwerk Landesbergen)                   | 532 (davon 510 Erdgas und 22 Biomasse)                          | 30 | Erdgas: GT und DT Biomasse: Block 5                                                                                       | Landesbergen                             | Niedersachsen          | GT: 1973 DT: 1973 Block 5: 2003 | GT: 2020 (Kapazitätsreserve) DT: 2013 (Kaltreserve) | GT: 56 MW (Netto) DT: 431 MW (Netto) Block 5: 20 MW (Netto) | Statkraft Markets GmbH                                                                                           | 52° 32′ 48,2″ N, 009° 06′ 46,9″ O |
| KWK-Anlage Landshut                                               | ca. 20                                                          | ? | Erdgas | Landshut                                 | Bayern                 | 2019 | | 18 MW (Netto) Eigenstrom- und Dampfversorgung der örtlichen PKW-Fabrik | BMW AG |                                   |
| Kraftwerk Lausward                                                | 853                                                             | 555 (1340 MWh Wärmespeicher) | Erdgas | Düsseldorf-Hafen                         | Nordrhein-Westfalen    | GuD A: 2000 DT E: 1977 GT E1: 1974 GT E2: 1974 GuD F: 2016 | DT E: 2019 | GuD A: 100 MW (Netto) DT E: 293 MW (Netto) GT E1: 67 MW (Netto) GT E2: 65 MW (Netto) GuD F: 595 MW (Netto) (davon insgesamt 50 MW Bahnstrom) | Stadtwerke Düsseldorf AG                                                                                         | 51° 13′ 15,0″ N, 006° 43′ 53,7″ O |
| Dieselkraftwerk Leinau                                            | 12                                                              | 0 | Heizöl | Pforzen                                  | Bayern                 | 1978 | | 11 MW (Netto) | Vereinigte Wertach-Elektrizitätswerke GmbH                                                                       |                                   |
| Heizkraftwerk Leipzig-Nord                                        | 174                                                             | 200 (225 MWh Wärmespeicher) | Erdgas Heizöl | Leipzig                                  | Sachsen                | 1996/2010 | | 167 MW (Netto) (Gasturbinenanlage mit 120 MWel in Dölnitz (HKW Süd) in Planung) | Stadtwerke Leipzig                                                                                               |                                   |
| Heizkraftwerk Lemgo-Mitte                                         | ca. 12                                                          | ? | Erdgas | Lemgo                                    | Nordrhein-Westfalen    | 1980 | | 11 MW (Netto) | Stadtwerke Lemgo GmbH                                                                                            |                                   |
| Heizkraftwerk Lemgo-West                                          | 13                                                              | 14 | Erdgas | Lemgo                                    | Nordrhein-Westfalen    | 2001 | | 13 MW (Netto) | Stadtwerke Lemgo GmbH                                                                                            |                                   |
| Industriekraftwerk Leppersdorf                                    | 36                                                              | ca. 60 | Erdgas Klärgas | Leppersdorf                              | Sachsen                | 2014 | | 34 MW (Netto) Eigenstrom- und Dampfversorgung für Milchverarbeitungsbetrieb | Unternehmensgruppe Theo Müller                                                                                   |                                   |
| GuD-Kraftwerk Leuna                                               | ca. 200                                                         | ? | Erdgas | Leuna                                    | Sachsen-Anhalt         | GT 1: 1994 GT 2: 1994 GT 3: 1994 GT 4: 1998 GT 5: 2022 DT 1: 1994 DT 3: 2022 GuD: 1998 EKT: 2000 KT1: 2010                                                                                               | | GT 1: 37 MW (Netto) GT 2: 37 MW (Netto) GT 3: 37 MW (Netto) GT 4: 38 MW (Netto) GT 5: 55 MW (Netto) DT 1: 9 MW (Netto) DT 3: 24 MW (Netto) GuD: 39 MW (Netto) EKT: 14 MW (Netto) KT1: 20 MW (Netto) | GT2: TOTAL Raffinerie Mitteldeutschland GmbH Rest: InfraLeuna Energiegesellschaft mbH                            |                                   |
| Raffineriekraftwerk Leuna                                         | 162                                                             | 208 | Raffinerierückstände | Leuna                                    | Sachsen-Anhalt         | 1997 | | 93 MW (Netto) Eigenstrom- und Dampfversorgung des örtlichen Chemieparks | Steag GmbH | 51° 17′ 53,2″ N, 012° 01′ 10,2″ O |
| Industriekraftwerk Leverkusen                                     | 137 (davon 27 Erdgas und 110 Steinkohle)                        | 711 | Steinkohle: Block G 22 Erdgas: Block X 50                                                                                 | Leverkusen                               | Nordrhein-Westfalen    | G 22: 1962 X 50: 1981 | | G 22: 103 MW (Netto) X 50: 25 MW (Netto) Eigenstrom- und Dampfversorgung für den Chempark Leverkusen (GuD-Kraftwerk mit 570 MWel von der Steag GmbH geplant) | Currenta GmbH & Co. OHG                                                                                          |                                   |
| Raffineriekraftwerk Lingen                                        | 68                                                              | ? | Erdgas Raffineriegas | Lingen                                   | Niedersachsen          | 1996 | | 66 MW (Netto) Eigenstrom- und Dampfversorgung der Raffinerie Emsland | BP Europe SE | 52° 33′ 43,3″ N, 007° 18′ 09,5″ O |
| Erdgaskraftwerk Emsland                                           | 1864                                                            | 124 | Erdgas | Lingen                                   | Niedersachsen          | Block A: 1972 GT B: 1973/2012 GT C: 1974/2012 GT D: 2010 DT B: 1973 DT C: 1974 DT D: 2010 | Block A: 1985 | Block A: 50 MW (Netto) GT B: 116 MW (Netto) GT C: 116 MW (Netto) GT D: 562 MW (Netto) DT B: 359 MW (Netto) DT C: 359 MW (Netto) DT D: 314 MW (Netto) (jeweils 2 Gasturbinen pro Block B, C, D) | RWE Generation SE                                                                                                | 52° 28′ 50,9″ N, 007° 18′ 20,1″ O |
| Kraftwerk Lippendorf                                              | 1840                                                            | 330 (460 möglich) | Braunkohle Biomasse (Klärschlamm)                                                                                         | Neukieritzsch                            | Sachsen                | Block R: 1999 Block S: 2000 | (Block R: 31. Dezember 2035 spätestens) (Block S: 31. Dezember 2035 spätestens) | Block R: 875 MW (Netto) Block S: 875 MW (Netto) Platz 9 – mit ~11,1 Mio. Jahrestonnen CO2 – auf der Liste der Kraftwerke mit dem höchsten CO2-Ausstoß in der EU. | Block R: EnBW Block S: LEAG                                                                                      | 51° 10′ 36,4″ N, 012° 22′ 34,9″ O |
| Heizkraftwerk Lübbenau                                            | 4                                                               | 45 (davon 4 aus KWK) | Erdgas | Lübbenau                                 | Brandenburg            | alte BHKWs: 2003 neues BHKW: 2018 | | 4 MW (Netto) | Stadt- und Überlandwerke GmbH Luckau-Lübbenau                                                                    |                                   |
| Trianel Kohlekraftwerk Lünen (Kraftwerk Lünen-Stummhafen)         | 820                                                             | 35 | Steinkohle | Lünen                                    | Nordrhein-Westfalen    | Block 1: 2013 | | Block 1: 735 MW (Netto) | Trianel Kohlekraftwerk Lünen GmbH & Co. KG                                                                       |                                   |
| Kraftwerke BASF-Ludwigshafen                                      | 1033                                                            | 1240 | Erdgas Reste aus der Chemieproduktion                                                                                     | Ludwigshafen am Rhein                    | Rheinland-Pfalz        | Nord: 1964/2005 Mitte: 1992/2005 Süd: 1997 | | Nord: 123 (88) MW (Netto) Mitte: 491 (545) MW (Netto) Süd: 390 (410) MW (Netto) je nach Quelle unterschiedliche Leistungsangaben; Eigenstrom- und Dampfversorgung für den örtlichen Chemiepark; anfänglich in den 70er Jahren als Kernkraftwerk geplant | BASF SE | 49° 30′ 47,0″ N, 008° 25′ 53,8″ O |
| Fernheizkraftwerk Ludwigshafen                                    | 33                                                              | ? | Erdgas Heizöl Müll | Ludwigshafen am Rhein                    | Rheinland-Pfalz        | 1967 | | 28 MW (Netto) nutzt Dampf von benachbarter Müllverbrennungsanlage | Technische Werke Ludwigshafen AG                                                                                 |                                   |
| Industriekraftwerk und Blockheizkraftwerk Ludwigshafen            | ca. 26                                                          | ? | Erdgas | Ludwigshafen am Rhein                    | Rheinland-Pfalz        | Industriekraftwerk: 2003 BHKW: 2008 | | Industriekraftwerk: 12 MW (Netto) BHKW: 13 MW (Netto) Eigenstrom- und Dampfversorgung für den örtlichen Chemiepark | MVV Energie AG                                                                                                   |                                   |
| Kraftwerke Mainz-Wiesbaden                                        | 767                                                             | 160 (750 MWh Wärmespeicher) | Erdgas (laufende Blöcke) Steinkohle (stillgelegte Blöcke)                                                                 | Mainz                                    | Rheinland-Pfalz        | Block 1-1: 1958 Block 1-2: 1963 Block 1-3: 1966 Block 2-1: 1976 Block 3-1: 2000 (KW 5: 2019) | Block 1-1: 2000 Block 1-2: 2000 Block 1-3: 2000 Block 2-1: 2011 (Netzreserve) | Block 1-1: ca. 100 MW (Netto) Block 1-2: ca. 100 MW (Netto) Block 1-3: ca. 100 MW (Netto) Block 2-1: 335 MW (Netto) Block 3-1: 406 MW (Netto) nutzt auch Dampf von benachbarter Müllverbrennungsanlage (KW 5: Gasmotorenkraftwerk mit 100 MWel und 100 MWth im Bau) | Kraftwerke Mainz-Wiesbaden AG (KMW)                                                                              | 50° 01′ 35,5″ N, 008° 14′ 30,2″ O |
| Großkraftwerk Mannheim (GKM)                                      | 2146                                                            | 1500 (1500 MWh Wärmespeicher)                                                                                                   | Steinkohle | Mannheim                                 | Baden-Württemberg      | Block 1: 1954 Block 2: 1962 Block 3: 1966 Block 4: 1970 Block 5: 1973 Block 6: 1975/2005 Block 7: 1983 Block 8: 1993 Block 9: 2015                                                                       | Block 1: 1993 Block 2: 1993 Block 3: 2015 Block 4: 2015 Block 5: 2000 (Block 6: 2033 spätestens) (Block 7: 2033 spätestens) (Block 8: 2033 spätestens) (Block 9: 2033 spätestens) | Block 1: ca. 200 MW (Netto) Block 2: ca. 200 MW (Netto) Block 3: 203 MW (Netto) Block 4: 203 MW (Netto) Block 5: 203 MW (Netto) Block 6: 255 MW (Netto) Block 7: 425 MW (Netto) Block 8: 435 MW (Netto) Block 9: 843 MW (Netto) (davon insgesamt 310 MW Bahnstrom) | Großkraftwerk Mannheim AG (EnBW Energie Baden-Württemberg AG, MVV Energie AG)                                    | 49° 26′ 40,0″ N, 008° 29′ 53,0″ O |
| Kraftwerk Marbach                                                 | 437                                                             | 0 | Heizöl | Marbach am Neckar                        | Baden-Württemberg      | Block 1: 1940 GT II: 1971 GT III: 1975 DT III: 1975 | Block 1: 1985 GT II: 2013 (Netzreserve) GT III: 2013 (Netzreserve) DT III: 2013 (Netzreserve), war von 1998 bis 2005 in Kaltreserve | GT II: 77 MW (Netto) GT III: 85 MW (Netto) DT III: 264 MW (Netto) (300 MW Gasturbine als "besonderes netztechnisches Betriebsmittel" mit Inbetriebnahme für 2022 geplant) | EnBW Energie Baden-Württemberg AG                                                                                | 48° 55′ 38,9″ N, 009° 13′ 48,3″ O |
| Industriekraftwerk Martinswerk                                    | ca. 30 (davon ca. 25 Braunkohle, ca. 4 Erdgas und ca. 1 Heizöl) | ? | Braunkohle: K1 / TG1, K2 / TG2 Erdgas: K3 + 4 / TG4 Heizöl: G5                                                            | Bergheim                                 | Nordrhein-Westfalen    | K1 / TG1: 1995 K2 / TG2: 1995 K3 + 4 / TG4: 1995 G5: 1995 | (Braunkohleverstromung: 2038 spätestens) | K1 / TG1: 10 MW (Netto) K2 / TG2: 10 MW (Netto) K3 + 4 / TG4: 3 MW (Netto) G5: 1 MW (Netto) Eigenstrom- und Dampfversorgung für den örtlichen Chemiepark | Martinswerk GmbH                                                                                                 |                                   |
| Kraftwerk Meggle                                                  | ca. 15                                                          | ? | Erdgas | Reitmehring                              | Bayern                 | 2000 | | 15 MW (Netto) Eigenstrom- und Dampfversorgung für Molkerei | Molkerei Meggle Wasserburg GmbH & Co. KG                                                                         |                                   |
| Dieselkraftwerk Mindelheim                                        | 11                                                              | 0 | Heizöl | Mindelheim                               | Bayern                 | 1988 | | 11 MW (Netto) | Vereinigte Wertach-Elektrizitätswerke GmbH                                                                       |                                   |
| Energiezentrum Mohn Media                                         | ca. 30                                                          | ? | Erdgas | Gütersloh                                | Nordrhein-Westfalen    | 1994 | | 25 MW (Netto) Eigenstrom-, Kälte- und Dampfversorgung für Druckerei | Mohn Media Mohndruck GmbH                                                                                        |                                   |
| Industriekraftwerk Moritzburg                                     | ca. 70                                                          | ? | Erdgas | Moritzburg                               | Sachsen                | Block 1: 1998 Block 2: 2005 | | Block 1: 34 MW (Netto) Block 2: 34 MW (Netto) Eigenstrom- und Dampfversorgung für Globalfoundries-Fabrik | Energieversorgungscenter Dresden-Wilschdorf GmbH & Co. KG                                                        |                                   |
| Energiezentrale des Flughafens München                            | ca. 40                                                          | > 22 | Energiezentrale: Erdgas, Heizöl Erweiterung 1: Erdgas Erweiterung 2: Erdgas                                               | München                                  | Bayern                 | Energiezentrale: 1992 Erweiterung 1: 2003 Erweiterung 2: 2016 | | Energiezentrale: 10 MW (Netto) Erweiterung 1: 7 MW (Netto) Erweiterung 2: 17 MW (Netto) | Flughafen München GmbH / Terminal 2 Gesellschaft mbH & Co oHG                                                    |                                   |
| Heizkraftwerk München-Freimann                                    | 106                                                             | 260 (ca. 1400 MWh Wärmespeicher)                                                                                                | Erdgas | München                                  | Bayern                 | GT 1 (alt): 1975 GT 2 (alt): 1975 GT 1 (neu): 2020 GT 2 (neu): 2020 | GT 1 (alt): 2015 GT 2 (alt): 2015 | GT 1 (alt): 80 MW (Netto) GT 2 (alt): 80 MW (Netto) GT 1 (neu): 50 MW (Netto) GT 2 (neu): 50 MW (Netto) | Stadtwerke München Services GmbH                                                                                 |                                   |
| Heizkraftwerk München-Nord                                        | 414 (davon 365 Steinkohle und 49 Müll)                          | 900 (davon 722 aus KWK) | Steinkohle: Block 2 Erdgas: Block 2 Klärschlamm: Block 2 EBS (Müll): Blöcke 1, 3                                          | Unterföhring                             | Bayern                 | Block 1: 1991 Block 2: 1966/91 Block 3: 1984 | Block 1: ? Block 2: 2019 (Netzreserve); endgültige Stilllegung 2022 spätestens nach Bürgerbegehren; ursprünglich 2035, nach aktueller Planung voraussichtlich 2028 | Block 1: 18 MW (Netto) Block 2: 333 MW (Netto) Block 3: 22 MW (Netto) | Stadtwerke München Services GmbH                                                                                 | 48° 10′ 52,4″ N, 011° 38′ 23,4″ O |
| Heizkraftwerk München Süd                                         | 698                                                             | 814 | Erdgas | München                                  | Bayern                 | DT 1: 1980 GT 2: 1980 GT 3: 1980 DT 60: 2004 GT 61: 2004 GT 62: 2004 | | DT 1: 80 MW (Netto) GT 2: 98 MW (Netto) GT 3: 98 MW (Netto) DT 60: 128 MW (Netto) GT 61: 125 MW (Netto) GT 62: 124 MW (Netto) | Stadtwerke München Services GmbH                                                                                 | 48° 06′ 50,5″ N, 011° 33′ 20,8″ O |
| Heizkraftwerk Münster Hafen                                       | 104                                                             | 250 (davon 120 aus KWK; 545 MWh Wärmespeicher)                                                                                  | Erdgas, Heizöl | Münster                                  | Nordrhein-Westfalen    | GuD: 2005 | | GuD: 100 MW (Netto) | Stadtwerke Münster GmbH                                                                                          | 51° 57′ 00,3″ N, 007° 38′ 28,6″ O |
| Heizkraftwerk Neubrandenburg                                      | 77                                                              | 90 (700 MWh Wärmespeicher im Bau; Aquiferspeicher)                                                                              | Erdgas | Neubrandenburg                           | Mecklenburg-Vorpommern | GuD: 1997/2018 | | GuD: 75 MW (Netto) | Neubrandenburger Stadtwerke GmbH                                                                                 |                                   |
| Heizkraftwerk Neugersdorf                                         | 2                                                               | 17 | Braunkohle | Neugersdorf                              | Sachsen                | 1997 | (2038 spätestens) | ? MW (Netto) | Stadtwerke Oberland                                                                                              |                                   |
| Heizkraftwerk Neumünster NMS                                      | 73                                                              | 230 | Steinkohle EBS (u. a. Müll)                                                                                               | Neumünster                               | Schleswig-Holstein     | 1974/83/2005 | | 54 MW (Netto) | Stadtwerke Neumünster GmbH                                                                                       |                                   |
| Kraftwerk Neurath                                                 | 2200                                                            | 9 (Nutzung zur Heizung eines nahegelegenen Gewächshauses)                                                                       | Braunkohle | Grevenbroich                             | Nordrhein-Westfalen    | Block A: 1972 Block B: 1972 Block C: 1973 Block D: 1975 Block E: 1976 Block F (BoA 2): 2012 Block G (BoA 3): 2012                                                                                        | Block A: 1. April 2022 Block B: 31. Dezember 2021 Block C: 31. März 2024 Block D: 31. März 2024 Block E: 31. März 2024 (Block F (BoA 2): 31. Dezember 2038 spätestens) (Block G (BoA 3): 31. Dezember 2038 spätestens)                                                                      | Block A: 294 MW (Netto) Block B: 294 MW (Netto) Block C: 292 MW (Netto) Block D: 607 MW (Netto) Block E: 604 MW (Netto) Block F (BoA 2): 1060 MW (Netto) Block G (BoA 3): 1060 MW (Netto) Platz 2 – mit ~22,1 Mio. Jahrestonnen CO2 – auf der Liste der Kraftwerke mit dem höchsten CO2-Ausstoß in der EU. | RWE Power AG | 51° 02′ 16,1″ N, 006° 36′ 42,8″ O |
| Industriekraftwerk Neuss                                          | ca. 20                                                          | ? | Erdgas | Neuss                                    | Nordrhein-Westfalen    | 1992 | | 19 MW (Netto) Eigenstrom- und Dampfversorgung der örtlichen Kartonfabrik | FS-Karton GmbH                                                                                                   |                                   |
| Industriekraftwerk Neustadt                                       | ca. 25                                                          | ? | Erdgas | Neustadt                                 | Bayern                 | 1996 | | 25 MW (Netto) Eigenstrom- und Dampfversorgung der Erdölraffinerie Neustadt | Bayernoil Raffineriegesellschaft mbH                                                                             |                                   |
| Kraftwerk Niederaußem                                             | 2220                                                            | 245 | Braunkohle | Bergheim-Niederaußem                     | Nordrhein-Westfalen    | Block A: 1963 Block B: 1963 Block C: 1965 Block D: 1968 Block E: 1970 Block F: 1971 Block G: 1974/2008 Block H: 1974/2009 Block K (BoA 1): 2002                                                          | Block A: 2012 Block B: 2012 Block C: 31. Dezember 2021 Block D: 31. Dezember 2021 Block E: 31. März 2024 Block F: 31. März 2024 (Block G: 31. Dezember 2029 spätestens) (Block H: 31. Dezember 2029 (Sicherheitsbereitschaft)) (Block K (BoA 1): 31. Dezember 2038 spätestens)              | Block A: 125 MW (Netto) Block B: 125 MW (Netto) Block C: 295 MW (Netto) Block D: 297 MW (Netto) Block E: 295 MW (Netto) Block F: 299 MW (Netto) Block G: 628 MW (Netto) Block H: 648 MW (Netto) Block K (BoA 1): 994 MW (Netto) Block L mit 1100 MWel geplant, Planung mittlerweile eingestellt Platz 3 – mit ~16,1 Mio. Jahrestonnen CO2 – auf der Liste der Kraftwerke mit dem höchsten CO2-Ausstoß in der EU.                                        | RWE Power AG | 50° 59′ 45,9″ N, 006° 40′ 16,8″ O |
| Kraftwerk Nordstemmen                                             | ca. 35                                                          | ? | Erdgas Steinkohle | Nordstemmen                              | Niedersachsen          | 1953 | | 31 MW (Netto) Eigenstrom- und Dampfversorgung der örtlichen Zuckerfabrik | Nordzucker AG, Werk Nordstemmen                                                                                  |                                   |
| Heizkraftwerk zur Papierfabrik Nortrup                            | ca. 20                                                          | ? | Erdgas | Nortrup                                  | Niedersachsen          | 1996 | | 18 MW (Netto) Eigenstrom- und Dampfversorgung der örtlichen Papierfabrik | Delkeskamp Verpackungswerke GmbH                                                                                 |                                   |
| Heizkraftwerk Nürnberg-Sandreuth                                  | 225 (davon ca. 200 Erdgas, 19 Müll und 6 Biomasse)              | 320 (1500 MWh Wärmespeicher) | Erdgas: GuD 1, GuD 2 Müll: Abfallblock Biomasse: Biomasseblock                                                            | Nürnberg                                 | Bayern                 | GuD 1: 2005 GuD 2: 2005 Abfallblock: 1996 Biomasseblock: 2012 | | GuD 1: 75 MW (Netto) GuD 2: 75 MW (Netto) Abfallblock: 18 MW (Netto) Biomasseblock: 6 MW (Netto) | N-ERGIE AG | 49° 26′ 11,3″ N, 011° 03′ 21,0″ O |
| Industriekraftwerk Nürnberg                                       | ca. 20                                                          | ? | Erdgas | Nürnberg                                 | Bayern                 | GT 1: 1993 GT 2: 1993 GT 3: 1994 GT 4: 1995 | (die dazugehörige Produktion wird 2021 stillgelegt) | GT 1: 4 MW (Netto) GT 2: 4 MW (Netto) GT 3: 5 MW (Netto) GT 4: 5 MW (Netto) Eigenstrom- und Dampfversorgung der örtlichen Druckerei | Prinovis GmbH & Co. KG                                                                                           |                                   |
| Heizkraftwerk Alt-Oberhausen (HWK 1)                              | 24                                                              | ca. 150 (davon 89 aus KWK) | Erdgas | Oberhausen                               | Nordrhein-Westfalen    | 1971/79 | | 23 MW (Netto) Nutzt auch Abwärme aus der benachbarten Müllverbrennungsanlage (GMVA) | Energieversorgung Oberhausen AG                                                                                  | 51° 28′ 14,5″ N, 006° 51′ 40,5″ O |
| Industriekraftwerk Oberhausen                                     | ca. 40                                                          | ? | Restgase aus der Produktion                                                                                               | Oberhausen                               | Nordrhein-Westfalen    | 1929/54/2017 | | 38 MW (Netto) Eigenstrom- und Dampfversorgung für den örtlichen Chemiepark | Oxea Production GmbH & Co. KG                                                                                    |                                   |
| Industriekraftwerk Oberkirch                                      | 20                                                              | ? | Steinkohle | Oberkirch                                | Baden-Württemberg      | 1986 | | 19 MW (Netto) Eigenstrom- und Dampfversorgung der örtlichen Papierfabrik | Koehler SE |                                   |
| Kraftwerk Obernburg                                               | 110                                                             | 112 | Erdgas | Obernburg am Main                        | Bayern                 | Block 1: 1995 Block 2: 1920?/2010? | | Block 1: 64 MW (Netto) Block 2: 36 MW (Netto) Eigenstrom- und Dampfversorgung für das Industrie Center Obernburg; Erweiterung oder Ersatzneubau durch GuD mit 114 MWel und 238 MWth | Kraftwerk Obernburg GmbH                                                                                         | 49° 49′ 44,1″ N, 9° 8′ 53,4″ O    |
| Heizkraftwerk Offenbach                                           | 60                                                              | 100 (350 MWh Wärmespeicher) | Steinkohle Biomasse | Offenbach                                | Hessen                 | 1990 | | 54 MW (Netto) | Energieversorgung Offenbach AG                                                                                   |                                   |
| Heizkraftwerk Offstein                                            | ca. 35                                                          | ? | Erdgas | Obrigheim                                | Rheinland-Pfalz        | 1961 | | 30 MW (Netto) Eigenstrom- und Dampfversorgung der örtlichen Zuckerfabrik | Südzucker AG Mannheim                                                                                            |                                   |
| Heizkraftwerk Osnabrück                                           | ca. 20                                                          | ? | Braunkohle Steinkohle EBS                                                                                                 | Osnabrück                                | Niedersachsen          | Turbine 4: 1962/1990 Turbine 5: 1972/1990 | (Braunkohleverstromung: 2038 spätestens) | Turbine 4: 10 MW (Netto) Turbine 5: 10 MW (Netto) Eigenstrom- und Dampfversorgung der örtlichen Papierfabrik | Kämmerer Energie GmbH                                                                                            |                                   |
| Heizkraftwerk Pforzheim                                           | 105 (davon 30 Steinkohle, ca. 15 Biomasse und ca. 60 Erdgas)    | 182 (davon 127 aus KWK) | Steinkohle: Wirbelschichtblock Erdgas: Kombiblock, Gaskesselanlagen EBS: Wirbelschichtblock Biomasse: Biomasseblock       | Pforzheim                                | Baden-Württemberg      | Gaskesselanlage 1: 1965 Gaskesselanlage 2: 1969 Kombiblock/GuD: 1980 Wirbelschichtblock: 1990 Biomasseblock: 2004 BHKW: 2017                                                                             | Gaskesselanlage 2: 2016 (Kombiblock GuD: 2023) (Wirbelschichtblock: 2023) (Kohleverbrennung: 2021 geplant) | Gaskesselanlage 1: 11 MW (Netto) Gaskesselanlage 2: 11 MW (Netto) Kombiblock GuD: 41 MW (Netto) Wirbelschichtblock: 27 MW (Netto) Biomasseblock: 12 MW (Netto) BHKW: 2 MW (Netto) (Gasmotorenkraftwerk mit 50 MWel und 47 MWth im Bau) | Heizkraftwerk Pforzheim GmbH                                                                                     |                                   |
| Kraftwerk Plattling                                               | 125                                                             | 150 | Erdgas | Plattling                                | Bayern                 | 2010 | | 119 MW (Netto) Eigenstrom- und Dampfversorgung der örtlichen Papierfabrik; Stromversorgung des Daimler-Werkes Sindelfingen | Daimler AG | 48° 47′ 16″ N, 12° 52′ 59,6″ O    |
| Heizkraftwerk Potsdam-Süd                                         | 84                                                              | 450 (davon 270 aus KWK; 1200 MWh Wärmespeicher)                                                                                 | Erdgas | Potsdam                                  | Brandenburg            | 1995 | | 82 MW (Netto) | Stadtwerke Potsdam                                                                                               | 52° 21′ 54,7″ N, 013° 06′ 47,0″ O |
| Heizkraftwerk Raubling                                            | 27                                                              | 70 | Erdgas | Raubling                                 | Bayern                 | 2001 | | 24 MW (Netto) Eigenstrom- und Dampfversorgung der örtlichen Papierfabrik | HBB Heizkraftwerk Bauernfeind Betriebsgesellschaft mbH                                                           |                                   |
| Industriekraftwerk Regensburg                                     | ca. 15                                                          | ? | Erdgas | Regensburg                               | Bayern                 | Block 1: 2012 Block 2: 2016 | | Block 1: 11 MW (Netto) Block 2: 3 MW (Netto) Eigenstrom- und Dampfversorgung der örtlichen PKW-Fabrik | BMW AG |                                   |
| Kraftwerk Reno De Medici                                          | 21                                                              | ? | Steinkohle | Arnsberg                                 | Nordrhein-Westfalen    | 1923/56 | | 19 MW (Netto) Eigenstrom- und Dampfversorgung der örtlichen Kartonfabrik | R. D. M. Arnsberg GmbH                                                                                           |                                   |
| Blockheizkraftwerk Reutlingen Hauffstraße                         | 10                                                              | 52 (davon 12 aus KWK) | Erdgas | Reutlingen                               | Baden-Württemberg      | 1992/2007/2011 | | 10 MW (Netto) | FairEnergie GmbH                                                                                                 |                                   |
| Industriekraftwerk Rheinberg                                      | 139                                                             | 447 | Steinkohle Erdgas | Rheinberg                                | Nordrhein-Westfalen    | 1975 | | 79 MW (Netto) Eigenstrom- und Dampfversorgung für den örtlichen Chemiepark (Holzkraftwerk mit 15 MWel und ca. 70 MWth geplant) | Solvay Chemicals GmbH                                                                                            |                                   |
| Heizkraftwerk Rheinfelden                                         | ca. 20                                                          | ? | Erdgas Wasserstoff | Rheinfelden                              | Baden-Württemberg      | 1979 | | 16 MW (Netto) Eigenstrom- und Dampfversorgung für den örtlichen Chemiepark | Evonik Degussa GmbH                                                                                              |                                   |
| Kraftwerk Römerbrücke                                             | 133 (davon 56 Kohle und 77 Erdgas)                              | 235 | Steinkohle Erdgas | Saarbrücken                              | Saarland               | Kohleblock: 1964/89/2011 GuD-Block: 1967/74/75/2005/11 (GAMOR: 2022) | (Kohleblock: 2022 geplant) | Kohleblock: 50 MW (Netto) GuD-Block: 75 MW (Netto) (Gasmotorenkraftwerk mit 50 MWel und 50 MWth sowie Fernwärmespeicher im Bau) | Electrabel Saarland GmbH                                                                                         | 49° 13′ 25,0″ N, 007° 00′ 54,0″ O |
| Kraftwerk Rosenheim-Färberstraße                                  | ca. 25 (davon ca. 10 Müll und ca. 15 Erdgas)                    | ? (ca. 50 MWh Wärmespeicher) | Erdgas: GM 1-3, GM 4 Müll, Erdgas, Heizöl: T1a/b, T2                                                                      | Rosenheim                                | Bayern                 | GM 1-3: 2011 GM 4: 2013 T1a/b, T2: 1988 | | GM 1-3: 10 MW (Netto) GM 4: 9 MW (Netto) T1a/b, T2: 9 MW (Netto) | Stadtwerke Rosenheim GmbH & Co. KG                                                                               |                                   |
| Kraftwerk Rosenheim-Oberaustraße                                  | ca. 10                                                          | ? | Erdgas | Rosenheim                                | Bayern                 | GM 5: 2012 | | GM 5: 4 MW (Netto) | Stadtwerke Rosenheim GmbH & Co. KG                                                                               |                                   |
| Kraftwerk Rostock                                                 | 553                                                             | 150 (300 möglich) | Steinkohle | Rostock                                  | Mecklenburg-Vorpommern | Block 1: 1994/2013 | | Block 1: 514 MW (Netto) | KNG Kraftwerks- und Netzgesellschaft mbH                                                                         | 54° 08′ 34,2″ N, 012° 07′ 58,6″ O |
| Kraftwerk Rostock-Marienehe                                       | 111                                                             | 408 (davon 120 aus KWK, ca. 600 MWh Wärmespeicher im Bau)                                                                       | Erdgas | Rostock                                  | Mecklenburg-Vorpommern | Block I: 1996/2017 Block II: 1996/2017 Block III: 1996/2017 | | Block I: 36 MW (Netto) Block II: 36 MW (Netto) Block III: 36 MW (Netto) Soll um eine Klärschlamm-Verbrennungsanlage ergänzt werden | Stadtwerke Rostock AG                                                                                            |                                   |
| Kraftwerk Rüsselsheim                                             | 114                                                             | 88 | Erdgas | Rüsselsheim am Main                      | Hessen                 | 1999 | | 112 MW (Netto) Eigenstrom- und Dampfversorgung des örtlichen Opelwerkes | Opel Automobile GmbH                                                                                             | 49° 59′ 28,7″ N, 008° 23′ 33,6″ O |
| Energiezentrale Rütgers                                           | ca. 12                                                          | ? | Erdgas Heizöl | Castrop-Rauxel                           | Nordrhein-Westfalen    | Energiecenter: 2005 GT: 1991 | | Energiecenter: 1 MW (Netto) GT: 10 MW (Netto) Eigenstrom- und Dampfversorgung des örtlichen Chemieparks | Rütgers Germany GmbH                                                                                             |                                   |
| Heizkraftwerk Saarbrücken-Süd                                     | 40                                                              | 33 (ca. 170 MWh Wärmespeicher)                                                                                                  | Erdgas | Saarbrücken                              | Saarland               | 2012 | | 39 MW (Netto) Eigenstrom- und Dampfversorgung für Automobilzulieferer | ZF Friedrichshafen AG                                                                                            |                                   |
| Energiezentrale Saarlouis                                         | ca. 25                                                          | 20 | Erdgas | Saarlouis                                | Saarland               | 2016 | | 22 MW (Netto) Eigenstrom- und Wärmeerzeugung für Automobilhersteller | Ford-Werke GmbH                                                                                                  |                                   |
| Kraftwerk Salzgitter-Hallendorf                                   | 325                                                             | ? | Kuppelgase aus der Stahlerzeugung                                                                                         | Salzgitter                               | Niedersachsen          | Block AB: 1939/2011 Block 1: 2010 Block 2: 2010 | | Block AB: 95 MW (Netto) Block 1: 97 MW (Netto) Block 2: 97 MW (Netto) Eigenstrom- und Dampfversorgung des örtlichen Stahlwerkes | Salzgitter Flachstahl GmbH                                                                                       |                                   |
| Werkskraftwerk Sappi Alfeld                                       | ca. 30                                                          | ? | Erdgas, Biogas, Heizöl | Alfeld                                   | Niedersachsen          | Gaskraftwerk: 1947 Dieselgenerator: 1994 Turbine 5: 2003 | Dieselgenerator: 2018 | Gaskraftwerk: 11 MW (Netto) Dieselgenerator: 3 MW (Netto) Turbine 5: 13 MW (Netto) Eigenstrom- und Dampfversorgung der örtlichen Spezialpapier-Fabrik | Sappi Alfeld GmbH                                                                                                |                                   |
| Werkskraftwerk Sappi Ehingen                                      | ca. 30                                                          | ? | Erdgas: Turbine 4 Biomasse: Turbine 3, Turbine 5                                                                          | Ehingen                                  | Baden-Württemberg      | Turbine 3: 1961 Turbine 4: 1977 Turbine 5: 1990 | | Turbine 3: 8 MW (Netto) Turbine 4: 4 MW (Netto) Turbine 5: 13 MW (Netto) Eigenstrom- und Dampfversorgung der örtlichen Spezialpapier-Fabrik | Sappi Ehingen GmbH                                                                                               |                                   |
| Werkskraftwerk Sappi Stockstadt                                   | ca. 41 (davon 26 Steinkohle und ca. 15 Biomasse)                | ? | Steinkohle: Steinkohleblock Biomasse: Biomasseblock                                                                       | Stockstadt                               | Bayern                 | Steinkohleblock: 1970 Biomasseblock: 2003 | Steinkohleblock: Vermarktungsverbot ab 31. Oktober 2022 gemäß KVBG | Steinkohleblock: 25 MW (Netto) Biomasseblock: 14 MW (Netto) Eigenstrom- und Dampfversorgung der örtlichen Spezialpapier-Fabrik | Sappi Stockstadt GmbH                                                                                            |                                   |
| Kraftwerk Schkopau                                                | 980                                                             | 200 | Braunkohle | Schkopau                                 | Sachsen-Anhalt         | Block A: 1996 Block B: 1996 | (Block A: 31. Dezember 2034) (Block B: 31. Dezember 2034) | Block A: 450 MW (Netto) Block B: 450 MW (Netto) davon insgesamt 110 MW (Netto) Bahnstrom | Uniper Kraftwerke GmbH                                                                                           | 51° 23′ 54,4″ N, 011° 57′ 01,2″ O |
| Industriekraftwerk Schönfeld                                      | 1                                                               | ? | Braunkohle | Schönfeld                                | Sachsen                | 2007 | (2038 spätestens) | ? MW (Netto) Eigenstrom- und Dampfversorgung der örtlichen Spezialpapier-Fabrik | Schönfelder Papierfabrik GmbH; Getec AG                                                                          |                                   |
| Kraftwerk Scholven                                                | 690                                                             | 244 | Steinkohle: Blöcke B, C, D, E, F, FKW Buer Öl (Schweröl): Blöcke G, H Petrolkoks: Blöcke B, C, FKW Buer                   | Gelsenkirchen                            | Nordrhein-Westfalen    | Block B: 1968 Block C: 1969 Block D: 1970 Block E: 1971 Block F: 1979 Block FWK Buer: 1985 Block G: 1974 Block H: 1975 (GuD: 2022)                                                                       | (Block B: 2022) Block C: Vermarktungsverbot ab 31. Oktober 2022 gemäß KVBG Block D: 2014 Block E: 2014 Block F: 2014 Block FWK Buer: 2023 Block G: 2001 Block H: 2003 | Block B: 345 MW (Netto) Block C: 345 MW (Netto) Block D: 345 MW (Netto) Block E: 345 MW (Netto) Block F: 676 MW (Netto) Block FWK Buer: 70 MW (Netto) Block G: 640 MW (Netto) Block H: 640 MW (Netto) (GuD-Kraftwerk mit 130 MWel im Bau, Inbetriebnahme für 2022 vorgesehen) | Uniper Kraftwerke GmbH                                                                                           | 51° 36′ 12,8″ N, 007° 00′ 07,4″ O |
| Kraftwerk Schongau                                                | ca. 150                                                         | ? | Erdgas: DKW, HKW 3 Reststoffe aus der Altpapieraufbereitung: HKW 2                                                        | Schongau                                 | Bayern                 | DKW: 1954/2015 HKW 2: 1989 HKW 3: 2014 | DKW: (Netzreserve) | DKW: 64 MW (Netto) HKW 2: 6 MW (Netto) HKW 3: 76 MW (Netto) Eigenstrom- und Dampfversorgung für die örtliche Papierfabrik | UPM GmbH |                                   |
| Heizkraftwerk Schwarza                                            | ca. 30                                                          | ? | Erdgas | Rudolstadt                               | Thüringen              | 1936 | | 27 MW (Netto) Eigenstrom- und Dampfversorgung des örtlichen Industriegebietes | Energie- und Medienversorgung Schwarza GmbH                                                                      |                                   |
| Kraftwerk Schwarzheide                                            | 124                                                             | 209 | Erdgas | Schwarzheide                             | Brandenburg            | GuD: 1994 (GT: 2022) | | 122 MW (Netto) Eigenstrom- und Dampfversorgung des örtlichen Chemiestandortes; eine der beiden GuD-Turbinensätze wird durch eine GT ersetzt | BASF Schwarzheide GmbH                                                                                           |                                   |
| Kraftwerk Schwarze Pumpe                                          | 1600                                                            | 120 | Braunkohle | Spremberg (Industriepark Schwarze Pumpe) | Brandenburg            | Block A: 1997 Block B: 1998 | (Block A: 31. Dezember 2038 spätestens) (Block B: 31. Dezember 2038 spätestens) | Block A: 750 MW (Netto) Block B: 750 MW (Netto) Platz 8 – mit ~11,8 Mio. Jahrestonnen CO2 – auf der Liste der Kraftwerke mit dem höchsten CO2-Ausstoß in der EU. | LEAG | 51° 32′ 08,9″ N, 014° 21′ 17,1″ O |
| Raffineriekraftwerk Schwedt/Oder                                  | 375,5                                                           | 132 | Mineralölprodukte Ölrückstand Raffineriegas                                                                               | Schwedt                                  | Brandenburg            | Block 1: 1998 Block 2: 1998 Block 4: 2011 Block 5: 1972 Block 6: 1994 | | Block 1: 106 MW (Netto) Block 2: 106 MW (Netto) Block 4: 59 MW (Netto) Block 5: 28 MW (Netto) Block 6: 35 MW (Netto) Eigenstrom- und Dampfversorgung der PCK-Raffinerie | PCK-Raffinerie GmbH                                                                                              | 53° 05′ 43,0″ N, 014° 13′ 55,1″ O |
| GKS Gemeinschaftskraftwerk Schweinfurt                            | 29                                                              | 60 | Steinkohle Klärschlamm EBS (Müll)                                                                                         | Schweinfurt                              | Bayern                 | 1990/94 | | 24 MW (Netto) | Gemeinschaftskraftwerk Schweinfurt GmbH                                                                          | 50° 01′ 48,3″ N, 010° 13′ 25,0″ O |
| Heizkraftwerk Schwerin-Lankow                                     | 24                                                              | 32 | Erdgas | Schwerin                                 | Mecklenburg-Vorpommern | GuD: 1994 | | GuD: 23 MW (Netto) | Energieversorgung Schwerin GmbH & Co.                                                                            |                                   |
| Heizkraftwerk Schwerin-Süd                                        | 54                                                              | 60 (ca. 450 MWh Wärmespeicher)                                                                                                  | Erdgas | Schwerin                                 | Mecklenburg-Vorpommern | GuD: 1994 | | GuD: 45 MW (Netto) | Energieversorgung Schwerin GmbH & Co.                                                                            |                                   |
| Spitzenlastkraftwerk Sermuth                                      | ca. 17                                                          | 0 | Mineralölprodukte | Großbothen                               | Sachsen                | 1995 | | 17 MW (Netto) | envia THERM GmbH                                                                                                 |                                   |
| Heizkraftwerk Sigmundshall                                        | ca. 15                                                          | ? | Erdgas | Wunstorf                                 | Niedersachsen          | 1974 | | 11 MW (Netto) Eigenstrom- und Dampfversorgung für den örtlichen Kalibergbau; Bergbau 2018 eingestellt | K+S AG |                                   |
| Heizkraftwerk Sindelfingen                                        | 102                                                             | 102 | Erdgas Heizöl | Sindelfingen                             | Baden-Württemberg      | 1986/2013 | 2015 (Netzreserve) | 95 MW (Netto) Eigenstrom- und Dampfversorgung des örtlichen Daimler-Werkes | Daimler AG | 48° 42′ 02,4″ N, 008° 59′ 29,2″ O |
| Gasturbinen-Heizkraftwerk St. Wendel                              | ca. 22                                                          | ? | Erdgas | St. Wendel                               | Saarland               | 2014 | | 20 MW (Netto) Eigenstrom- und Dampfversorgung für Medizinprodukte-Produktion | Fresenius Medical Care Deutschland GmbH                                                                          |                                   |
| Kraftwerk Stade                                                   | 173                                                             | 300 | Erdgas Wasserstoff | Stade                                    | Niedersachsen          | KWK: 1972 GuD: 2015 | KWK: 2014 | KWK: 190 MW (Netto) GuD: 157 MW (Netto) soll um umstrittenes Kohlekraftwerk mit 840 MWel und 230 MWth erweitert werden, Planung mittlerweile eingestellt | Dow Deutschland Aktiengesellschaft mbH                                                                           |                                   |
| Kraftwerk Stade-Bützfleth                                         | 31                                                              | ? | Erdgas | Stade                                    | Niedersachsen          | GT 1 und 2: 2012 | | GT 1 und 2: 31 MW (Netto) Eigenstrom- und Dampfversorgung des örtlichen Chemieparks | Aluminium Oxid Stade GmbH                                                                                        |                                   |
| Kraftwerk Staßfurt                                                | 123                                                             | 160 | Erdgas | Staßfurt                                 | Sachsen-Anhalt         | altes GuD: ? neues GuD: 2015 | altes GuD: 2015 | altes GuD: 9 MW (Netto) neues GuD: 100 MW (Netto) Eigenstrom- und Dampfversorgung des örtlichen Chemieparks | KWG-Kraftwerksgesellschaft Staßfurt mbH                                                                          |                                   |
| Kraftwerk Steinitz                                                | ca. 12                                                          | ? | Erdgas | Steinitz                                 | Sachsen-Anhalt         | 1999 | | 11 MW (Netto) Erdgas aus örtlicher Förderung | Neptune Energy Deutschland GmbH                                                                                  |                                   |
| Heizkraftwerk Stendal                                             | 23                                                              | 70 (davon 24 aus KWK; ca. 150 MWh Wärmespeicher)                                                                                | Erdgas | Stendal                                  | Sachsen-Anhalt         | Gasmotorenkraftwerk: 1994 | | 22 MW (Netto) wird durch mehrere dezentrale BHKWs mit insgesamt 15 MW el (Netto) und 61 MW th (davon 20 aus KWK) ersetzt | Stadtwerke Stendal                                                                                               |                                   |
| Heizkraftwerk Stuttgart-Gaisburg                                  | 30                                                              | 205 (davon 30 aus KWK; 300 MWh Wärmespeicher)                                                                                   | Steinkohle: DT 14 Erdgas: HKW 3, GT 13 Heizöl: HKW 3                                                                      | Stuttgart-Gaisburg                       | Baden-Württemberg      | GT 13: 1973 DT 14: 2009 HKW 3: 2018 | GT 13: 2014 DT 14: 2018 | GT 13: 55 MW (Netto) DT 14: 23 MW (Netto) HKW 3: 29 MW (Netto) | EnBW Energie Baden-Württemberg AG                                                                                | 48° 46′ 56,1″ N, 009° 13′ 52,8″ O |
| Heizkraftwerk Stuttgart-Münster                                   | 190 (davon 118 Steinkohle und 72 Heizöl)                        | 447 | Steinkohle: DT 12, DT 15, DT 19 EBS (Müll): DT 12, DT 15; DT 19 Heizöl: GT 16, GT 17, GT 18                               | Stuttgart-Münster                        | Baden-Württemberg      | GT 16: 1974 GT 17: 1974 GT 18: 1974 DT 12: 1982 DT 15: 1984 DT 19: 2009 | | GT 16: 23 MW (Netto) GT 17: 23 MW (Netto) GT 18: 23 MW (Netto) DT 12: 45 MW (Netto) DT 15: 45 MW (Netto) DT 19: 20 MW (Netto) | EnBW Energie Baden-Württemberg AG                                                                                | 48° 48′ 55,3″ N, 009° 13′ 11,1″ O |
| Heizkraftwerk Stuttgart Pfaffenwald                               | 39                                                              | 93 (zuzüglich 23 MW Fernkälte)                                                                                                  | Erdgas Heizöl | Stuttgart-Pfaffenwald                    | Baden-Württemberg      | GuD-Anlage 40: 1988 Block 50: 1969 Block 60: 1968 | | GuD-Anlage 40: 12 MW (Netto) Block 50: 11 MW (Netto) Block 60: 12 MW (Netto) | Universität Stuttgart                                                                                            |                                   |
| Industriekraftwerk Teisnach                                       | 2                                                               | 20 | Braunkohle | Teisnach                                 | Bayern                 | 2004 | geplant Juli 2022 Ersatz durch Biomasse | ? MW (Netto) Eigenstrom- und Dampfversorgung der örtlichen Spezialpapier-Fabrik | Pfleiderer Teisnach GmbH & Co. KG / Getec AG                                                                     |                                   |
| Gasturbinenkraftwerk Thyrow                                       | 190                                                             | 0 | Erdgas | Märkisch Wilmersdorf                     | Brandenburg            | GT A: 1987 GT B: 1987 GT C: 1987 GT D: 1987 GT E: 1987 GT F: 1987 GT G: 1987 GT H: 1987 | GT A: 2020 (Kapazitätsreserve) GT B: 2020 (Kapazitätsreserve) GT C: 2020 (Kapazitätsreserve) GT D: 2020 (Kapazitätsreserve) GT E: 2020 (Kapazitätsreserve) GT F: 2016 GT G: 2016 GT H: 2016                                                                                                 | GT A: 37 MW (Netto) GT B: 37 MW (Netto) GT C: 37 MW (Netto) GT D: 37 MW (Netto) GT E: 38 MW (Netto) GT F: 38 MW (Netto) GT G: 38 MW (Netto) GT H: 38 MW (Netto) | LEAG | 52° 13′ 48,5″ N, 013° 18′ 07,8″ O |
| Heizkraftwerk Tiefstack                                           | 347 (davon 205 Kohle und 142 Erdgas)                            | 955 (900 MWh Wärmespeicher) | Steinkohle Erdgas | Hamburg                                  | Hamburg                | Kohleblock: 1993 GuD-Block: 2009 | (Kohleblock: 2030) | Kohleblock: 194 MW (Netto) GuD-Block: 127 MW (Netto) | Vattenfall Hamburg Wärme GmbH                                                                                    | 53° 31′ 35,9″ N, 010° 03′ 51,1″ O |
| Gemeinschaftskraftwerk Tübingen                                   | 9                                                               | 30 | Erdgas | Tübingen                                 | Baden-Württemberg      | 1996 | | 9 MW (Netto) | Stadtwerke Tübingen                                                                                              |                                   |
| Blockheizkraftwerk Tübingen Obere Viehweide                       | 13                                                              | 12 (ca. 15 MWh Wärmespeicher)                                                                                                   | Erdgas | Tübingen                                 | Baden-Württemberg      | 2000/13/17 | | 13 MW (Netto) | Stadtwerke Tübingen                                                                                              |                                   |
| Heizkraftwerk Ulm Magirusstraße                                   | 36 (davon 21 Kohle und 15 Biomasse)                             | 278 | Steinkohle: HKW Erdgas: HKW Heizöl: HKW Biomasse: Bio-HKWs                                                                | Ulm-Söflingen                            | Baden-Württemberg      | HKW: 1992 Bio-HKW I: 2004 Bio-HKW II: 2012 | Kohleblock: Vermarktungsverbot ab 31. Oktober 2022 gemäß KVBG | HKW: 18 MW (Netto) Bio-HKW I: 9 MW (Netto) Bio-HKW II: 5 MW (Netto) | FUG Fernwärme Ulm GmbH                                                                                           | 48° 23′ 48,6″ N, 009° 57′ 57,3″ O |
| Heizkraftwerk Uelzen                                              | 47                                                              | ? | Steinkohle Erdgas Biogas                                                                                                  | Uelzen                                   | Niedersachsen          | 1965/69/92 | | 40 MW (Netto) Eigenstrom- und Dampfversorgung der örtlichen Zuckerfabrik | Nordzucker AG, Werk Uelzen                                                                                       | 52° 58′ 40,5″ N, 010° 33′ 25,2″ O |
| Heizkraftwerk Unterbreizbach                                      | ca. 20                                                          | ? | Erdgas | Unterbreizbach                           | Thüringen              | 1995 | | 20 MW (Netto) Eigenstrom- und Dampfversorgung für den örtlichen Kalibergbau | K+S AG |                                   |
| PKV-Kraftwerk                                                     | ca. 65                                                          | ? | Erdgas Biogas | Varel                                    | Niedersachsen          | GuD-Block 5: 1989 GuD-Block 6: 1998 BHKW: 2006 GuD-Block 8: 2008 KWK-Block 10: 2021 | | Dampfsammelschienen KWK-Anlage Letzte Modernisierung 2021 4 Gasturbinen, 4 Kessel, 4 Dampfturbinen zuzüglich 1 Kessel in Kaltreserve Elektrische Leistung 63 MW Feuerungswärmeleistung 360 MW 2 Biogasmotoren Elektrische Leistung 2 MW Feuerungswärmeleistung 5 MW Eigenstrom- und Dampfversorgung der örtlichen Papier- und Kartonfabrik | Papier- und Kartonfabrik Varel GmbH & Co. KG                                                                     |                                   |
| Kraftwerk Völklingen/Fenne                                        | 508 (davon 466 Kohle und 42 Grubengas)                          | 437 | Steinkohle Grubengas | Völklingen                               | Saarland               | Fenne I: 1924 Fenne II: 1962 Fenne III: 1967 MKV: 1982 HKV: 1989 Grubengaskraftwerk: 2003 | Fenne I: 1971 Fenne II: 1989 Fenne III: 1996 MKV: Vermarktungsverbot ab 31. Oktober 2022 gemäß KVBG HKV: Vermarktungsverbot ab 31. Oktober 2022 gemäß KVBG | Fenne I: ca. 50 MW (Netto) Fenne II: ca. 140 MW (Netto) Fenne III: ca. 155 MW (Netto) MKV: 179 MW (Netto) HKV: 211 MW (Netto) Grubengaskraftwerk: 42 MW (Netto) | Steag GmbH | 49° 14′ 58,5″ N, 006° 52′ 53,2″ O |
| Kraftwerk Wählitz                                                 | 37                                                              | 40 | Braunkohle | Hohenmölsen                              | Sachsen-Anhalt         | 1994 | (2038 spätestens) | 31 MW (Netto) | Mitteldeutsche Braunkohlengesellschaft mbH                                                                       | 51° 10′ 00,6″ N, 012° 04′ 34,1″ O |
| Kraftwerk Walheim                                                 | 410 (davon 143 Heizöl und 267 Steinkohle)                       | 0 | Steinkohle: Blöcke 1, 2 Öl (Heizöl): GT D                                                                                 | Walheim                                  | Baden-Württemberg      | Block 1: 1964/1989/2011 Block 2: 1967/1989/2011 GT D: 1981 | Block 1: 2013 (Netzreserve) Block 2: 2013 (Netzreserve) | Block 1: 96 MW (Netto) Block 2 148 MW (Netto) GT D: 136 MW (Netto) | EnBW Energie Baden-Württemberg AG                                                                                | 49° 01′ 06,4″ N, 009° 09′ 26,4″ O |
| Kraftwerk Waltenhofen-Veits                                       | ca. 35                                                          | 0 | Mineralölprodukte | Waltenhofen-Veits                        | Bayern                 | SKW Diesel: 1978 SKW GT: 1988 | | SKW Diesel: 11 MW (Netto) SKW GT: 24 MW (Netto) | Allgäuer Überlandwerke GmbH                                                                                      |                                   |
| Heizkraftwerk Wedel                                               | 392 (davon 290 Steinkohle und 102 Heizöl)                       | 423 | Steinkohle: Blöcke 1, 2 Heizöl: GT A, B                                                                                   | Wedel                                    | Schleswig-Holstein     | Block 1: 1961/88/93 Block 2: 1962/89/93 GT A: 1972 GT B: 1972 | (Block 1: 2024) (Block 2: 2024) | Block 1: 137 MW (Netto) Block 2: 123 MW (Netto) GT A: 51 MW (Netto) GT B: 51 MW (Netto) | Steinkohleblöcke: Vattenfall Europe Wärme AG Gasturbinen: Vattenfall Hamburg Wärme GmbH                          | 53° 33′ 59,2″ N, 009° 43′ 32,1″ O |
| Gemeinschaftskraftwerk Weig                                       | ca. 55                                                          | ? | Erdgas: Blöcke 1, 3, 4 Reststoffe aus der Papierherstellung: Block 3                                                      | Mayen                                    | Rheinland-Pfalz        | Block 1: 1992 Block 2: 2013 Block 3: 1992 Block 4: 1971 | Block 4: (Kaltreserve) | Block 1: 11 MW (Netto) Block 2: 27 MW (Netto) Block 3: 10 MW (Netto) Block 4: 8 MW (Netto) | Moritz J. Weig GmbH & Co. KG                                                                                     |                                   |
| Kraftwerk Weiher                                                  | 724                                                             | 30 | Steinkohle | Quierschied                              | Saarland               | Block I: 1943/44 Block II: 1963/64 Block III: 1976/2006 | Block I: 1973 Block II: 1999/2001 Block III: (Netzreserve) | Block I: ca. 100 MW (Netto) Block II: ca. 275 MW (Netto) Block III: 656 MW (Netto) | Steag GmbH | 49° 20′ 05,2″ N, 007° 02′ 07,9″ O |
| Industriekraftwerk Weißenborn                                     | ca. 20                                                          | ? | Erdgas | Weißenborn                               | Sachsen                | 1997 | | 19 MW (Netto) Eigenstrom- und Dampfversorgung der örtlichen Spezialpapier-Fabrik | Schoeller Technocell GmbH & Co KG                                                                                |                                   |
| Kraftwerk Weisweiler                                              | 1863 (davon 1319 Braunkohle, 544 Gas)                           | 183 | Braunkohle: Blöcke A, B, C, D, E, F, G, H Klärschlamm: Blöcke E, F Erdgas: Blöcke VGT G, VGT H                            | Eschweiler                               | Nordrhein-Westfalen    | Block A: 1955 Block B: 1955 Block C: 1955 Block D: 1959 Block E: 1965 Block F: 1967 Block G: 1974 Block H: 1975 Block VGT G: 2006 Block VGT H: 2006 Müllverbrennungs-anlage auf dem Gelände: 1996        | Block A: vor 2010 Block B: vor 2010 Block C: 2012 Block D: 2012 Block E: 31. Dezember 2021 Block F: 1. Januar 2025 (Block G: 1. April 2028 spätestens) (Block H: 1. April 2029 spätestens) (Block VGT G: um 2030) (Block VGT H: um 2030)                                                    | Block A: ca. 90 MW (Netto) Block B: ca. 90 MW (Netto) Block C: 123 MW (Netto) Block D: 135 MW (Netto) Block E: 321 MW (Netto) Block F: 321 MW (Netto) Block G: 590 MW (Netto), mit VGT 663 MW (Netto) Block H: 590 MW (Netto), mit VGT 656 MW (Netto) Block VGT G: 200 MW (Netto) Block VGT H: 200 MW (Netto) MVA: 27 MW (Netto) Platz 7 – mit ~14,5 Mio. Jahrestonnen CO2 – auf der Liste der Kraftwerke mit dem höchsten CO2-Ausstoß in der EU.       | RWE Power AG | 50° 50′ 21,1″ N, 006° 19′ 25,9″ O |
| Gersteinwerk                                                      | 1393                                                            | 0 | Steinkohle: Block K2 Erdgas: Blöcke F1, F2, G1, G2, H1, H2, I1, I2, K1                                                    | Werne                                    | Nordrhein-Westfalen    | VGT F1: 1973 DT F2: 1973 VGT G1: 1973 DT G2: 1973 VGT H1: 1973 DT H2: 1973 VGT I1: 1973 DT I2: 1973 VGT K1: 1984 DT K2: 1984                                                                             | (VGT F1: 2021) DT F2: 2020 (Kapazitätsreserve) (VGT G1: 2021) DT G2: 2020 (Kapazitätsreserve) VGT H1: 2018 DT H2: vor 2010 DT I2: 2012 (Kaltreserve) DT K2: 2019 | VGT F1: 55 MW (Netto) DT F2: 355 MW (Netto) VGT G1: 55 MW (Netto) DT G2: 355 MW (Netto) VGT H1: 55 MW (Netto) DT H2: 355 MW (Netto) VGT I1: 55 MW (Netto) DT I2: 355 MW (Netto) VGT K1: 112 MW (Netto) DT K2: 614 MW (Netto) Gas-Block L mit max. 1300 MW in Planung | RWE Generation SE                                                                                                | 51° 40′ 24,8″ N, 007° 43′ 14,3″ O |
| Industriekraftwerk Wesseling                                      | 199                                                             | 353 | Mineralölprodukte: Block D210 Erdgas: Block D290 Braunkohle: Kessel 5                                                     | Wesseling                                | Nordrhein-Westfalen    | D 210: 1962 D 290: 1996 Kessel 5: 1995 | (Braunkohleverstromung: 2038 spätestens) | D 210: 90 MW (Netto) D 290: 52 MW (Netto) Kessel 5: ? MW (Netto) Eigenstrom- und Dampfversorgung für den örtlichen Chemiepark | Basell Polyolefine GmbH                                                                                          |                                   |
| Heizkraftwerk Wiesengrund                                         | ca. 25                                                          | ? | Erdgas Heizöl | Eisenach                                 | Thüringen              | 1993 | | 22 MW (Netto) | Opel Automobile GmbH                                                                                             |                                   |
| Kraftwerk Wilhelmshaven (Onyx)                                    | 830                                                             | 0 | Steinkohle | Wilhelmshaven                            | Niedersachsen          | Block 1: 2015 | | Block 1: 731 MW (Netto) | Onyx Power Group                                                                                                 | 53° 33′ 56,9″ N, 008° 08′ 46,5″ O |
| Kraftwerk Wiesbaden-Biebrich (Industriepark Kalle Albert)         | ca. 35                                                          | ? | Erdgas und Klärgas: Block 1 Altholz: Block 2                                                                              | Wiesbaden-Biebrich                       | Hessen                 | Block 1: 2006 Block 2: 2003 (GuD: 2021) | (Block 2: voraussichtlich 2021) | Block 1: 23 MW (Netto), Block 2: 7 MW (Netto) Eigenstrom- und Dampfversorgung für den örtlichen Chemiepark (Erweiterung um zwei GuD mit insgesamt ca. 50 MWel im Bau) | Infraserv GmbH & Co. Wiesbaden KG                                                                                |                                   |
| Gaskraftwerk Witzenhausen                                         | ca. 45 (davon ca. 15 Erdgas und ca. 30 EBS)                     | ? | Erdgas, Biogas: Erdgasblock EBS, Heizöl: EBS-Block                                                                        | Witzenhausen                             | Hessen                 | Erdgasblock: 1990 EBS-Block: 2009 | | Erdgasblock: 13 MW (Netto) EBS-Block: 28 MW (Netto) Eigenstrom- und Dampfversorgung für die örtliche Papierfabrik | Erdgasblock: DS Smith Paper Deutschland GmbH EBS-Block: B+T Energie GmbH                                         |                                   |
| Spitzenlastkraftwerk Wolfen                                       | ca. 42                                                          | 0 | Erdgas | Wolfen                                   | Sachsen-Anhalt         | 1997 | | 40 MW (Netto) | envia THERM GmbH                                                                                                 |                                   |
| Heizkraftwerk Wolfsburg Nord                                      | 140                                                             | 755 | Steinkohle Heizöl Erdgas EBS (Altöl, Lackgranulate)                                                                       | Wolfsburg                                | Niedersachsen          | Block A: 1959/2000 Block B: 1959/2000 | (Block A: 2021/2022) (Block B: 2021/2022) | Block A: 62 MW (Netto) Block B: 62 MW (Netto) Eigenstrom- und Prozesswärme/-kälte- sowie Druckluftversorgung für das VW-Werk und die Autostadt, Fernwärmeauskopplung für die Stadt Wolfsburg, Steinkohleblöcke sollen durch ein GuD-Kraftwerk mit 136 MWel und 386 MWth ersetzt werden | Volkswagen Kraftwerk GmbH                                                                                        | 52° 25′ 57,0″ N, 010° 47′ 13,0″ O |
| Heizkraftwerk Wolfsburg West                                      | 306                                                             | 277 | Steinkohle | Wolfsburg                                | Niedersachsen          | Block 1: 1985 Block 2: 1985 | (Block 1: 2021/2022) (Block 2: 2021/2022) | Block 1: 139 MW (Netto) Block 2: 139 MW (Netto) Steinkohleblöcke sollen durch ein GuD-Kraftwerk mit 288 MWel und 265 MWth ersetzt werden | Volkswagen Kraftwerk GmbH                                                                                        | 52° 26′ 31,0″ N, 010° 45′ 51,0″ O |
| Industriekraftwerk Worms                                          | ca. 12                                                          | ? | Erdgas | Worms                                    | Rheinland-Pfalz        | 1991 | | 12 MW (Netto) Eigenstrom- und Dampfversorgung des örtlichen Chemieparks | Grace GmbH |                                   |
| Blockheizkraftwerk Wörth                                          | ca. 13                                                          | ca. 15 | Erdgas | Wörth am Rhein                           | Rheinland-Pfalz        | 2013 | | 13 MW (Netto) Eigenstrom- und Dampfversorgung der örtlichen LKW-Fabrik | Daimler AG |                                   |
| Heizkraftwerk Wörth                                               | 62                                                              | 55 | Erdgas Reststoffe aus der Papierherstellung                                                                               | Wörth am Rhein                           | Rheinland-Pfalz        | 2007 | | 59 MW (Netto) Eigenstrom- und Dampfversorgung der örtlichen Papierfabrik; soll um einen weiteren Block erweitert werden | Palm Power GmbH & Co. KG                                                                                         | 49° 02′ 43,1″ N, 008° 17′ 04,1″ O |
| Industriekraftwerk Wuppertal                                      | 2                                                               | 19 | Braunkohle bis 2020 / ab 2020 100 % Erdgas                                                                                | Wuppertal                                | Nordrhein-Westfalen    | 2011 | Von 2018 bis 2020 auf Erdgas umgestellt | ? MW (Netto) Eigenstrom- und Dampfversorgung der örtlichen Tapetenfabrik | WSW Energie & Wasser AG; Erfurt & Sohn KG                                                                        |                                   |
| Heizkraftwerke Würzburg an der Friedensbrücke                     | 125                                                             | 215 (ca. 100 MWh Wärmespeicher geplant)                                                                                         | Erdgas | Würzburg                                 | Bayern                 | GT I: 2005 GT II: 2009 TS II: 1993 TS III: 1971 | | GT I: 45 MW (Netto) GT II: 30 MW (Netto) TS II: 25 MW (Netto) TS III: 23 MW (Netto) | Heizkraftwerke Würzburg GmbH                                                                                     | 49° 47′ 59,8″ N, 009° 55′ 23,8″ O |
| Kraftwerk Zeitz                                                   | 70 (davon 45 Braunkohle und 25 Erdgas)                          | ? | Braunkohle: Blöcke 1 und 2 Erdgas: Block 3                                                                                | Zeitz                                    | Sachsen-Anhalt         | Block 1: 1993 Block 2: 1993 Block 3: 2005 | (Block 1: 2038 spätestens) (Block 2: 2038 spätestens) | Block 1: 23 MW (Netto) Block 2: 18 MW (Netto) Block 3: 23 MW (Netto) Eigenstrom- und Dampfversorgung der örtlichen Zucker- und Ethanolfabrik | Block 1 und 3: Südzucker AG Block 2: CropEnergies Bioethanol GmbH Zeitz 51° 03′ 07,1″ N, 012° 06′ 37,9″ O        |                                   |
| Industriekraftwerk Zielitz                                        | ca. 30                                                          | ? | Erdgas | Zielitz                                  | Sachsen-Anhalt         | 1996/2010 | | 27 MW (Netto) Eigenstrom- und Dampfversorgung des Kaliwerkes Zielitz | K+S AG |                                   |
| Kraftwerk Zolling                                                 | 572 (davon 501 Steinkohle, 21 Biomasse und 50 Heizöl)           | 180 (400 MWh Wärmespeicher) | Steinkohle: Blöcke 1, 2, 3, 4, 5 Klärschlamm: Block 5 Heizöl: GT 1, 2 Biomasse: Block 6                                   | Zolling                                  | Bayern                 | Block 1: 1958 Block 2: 1961 Block 3: 1964 Block 4: 1966 Block 5: 1986/2011 Block 6: 2003 GT 1: 1976 GT 2: 1976                                                                                           | Block 1: 1982 Block 2: 1984 Block 3: 1987 Block 4: 1987 Block 5: 2025 (Kaltreserve) | Block 1: 38 MW (Netto) Block 2: 48 MW (Netto) Block 3: 71 MW (Netto) Block 4: 97 MW (Netto) Block 5: 472 MW (Netto) Block 6: 20 MW (Netto) GT 1: 25 MW (Netto) GT 2: 25 MW (Netto) über Gasturbine schwarzstartfähig | Onyx Power Group                                                                                                 | 48° 27′ 19,1″ N, 011° 47′ 58,3″ O |
| Industriekraftwerk Zülpich                                        | ca. 40                                                          | ? | Erdgas: K06 Braunkohle: GKW Biogas: GKW Reststoffe aus der Altpapieraufbereitung: GKW                                     | Zülpich                                  | Nordrhein-Westfalen    | K06: 1964 GKW: 1996 | Braunkohleverstromung: Vermarktungsverbot ab 31. Oktober 2022 gemäß KVBG, wird auf Erdgas umgerüstet | K06: 20 MW (Netto) GKW: 15 MW (Netto) Eigenstrom- und Dampfversorgung der örtlichen Papierfabrik | Smurfit Kappa Zülpich Papier GmbH                                                                                |                                   |
| Industriekraftwerk Zuckerfabrik Anklam                            | 17                                                              | ? | Erdgas | Anklam                                   | Mecklenburg-Vorpommern | 1993 | | 15 MW (Netto) Eigenstrom- und Dampfversorgung der örtlichen Zuckerfabrik | Suiker Unie GmbH & Co. KG                                                                                        |                                   |
| Industriekraftwerk Zwickau                                        | ca. 15                                                          | ? | Erdgas | Zwickau                                  | Sachsen                | 2014 | | 13 MW (Netto) Eigenstrom- und Dampfversorgung des örtlichen VW-Werks | Volkswagen Sachsen GmbH                                                                                          |                                   |